# Storia della Sicilia borbonica
La Storia della Sicilia borbonica iniziò nel 1734, allorché Carlo di Borbone mosse alla conquista delle Due Sicilie sottraendole alla dominazione austriaca. Tale periodo storico si concluse nel luglio 1860, quando, in seguito alla spedizione dei Mille, si ebbe la sconfitta ed il ritiro delle truppe borboniche, anche grazie all'appoggio della popolazione siciliana. Successivamente, la Sicilia fu annessa al costituendo Regno d'Italia.

## Contesto
La Spagna possedeva nel 1700 l'impero più vasto sulla Terra: presente in qualche maniera su tutti i continenti, e soffocata in patria da una chiara decadenza politico-commerciale, la sua eredità attirava le maggiori potenze europee, così come preoccupava grandemente in mano a chi sarebbe passato un simile dominio. L'Inghilterra, che da molto tempo faceva la guerra alla Spagna sugli oceani, si unì in alleanza con i Paesi Bassi e con il Sacro Romano Impero germanico, sostenendo con le armi l'erede austriaco avente diritto al trono spagnolo: l'arciduca Carlo VI d'Asburgo; costui aveva dei sostenitori in Sicilia e nei restanti domini iberici, poiché veniva visto come il continuatore legittimo della casa d'Asburgo, che ormai regnava sul trono siciliano da ben 200 anni. L'erede scelto dalla Spagna era invece Filippo V di Borbone, figlio del Gran Delfino, Luigi, destinato a succedere al trono di Francia a Luigi XIV, il re Sole, colui che un ventennio prima aveva cercato di conquistare la Sicilia.
Questa unione tra due potenti casate monarchiche, sole eredi del vasto Impero spagnolo, scatenò in Europa il conflitto bellico noto come guerra di successione spagnola. Francesi e inglesi avevano tentato prima della morte dell'ultimo Asburgo di Spagna di divedere pacificamente l'impero (ciò fu tentato in due diversi trattati): la Francia aveva chiesto di possedere la Sicilia insieme agli altri domini italiani, mentre avrebbe lasciato la Spagna e le Indie, ovvero l'America, all'Impero asburgico. Gli accordi tuttavia erano saltati poiché Carlo d'Asburgo si rifiutò di essere incoronato sovrano della Spagna e delle Indie senza ottenere anche la secolare corona del Regno di Sicilia.

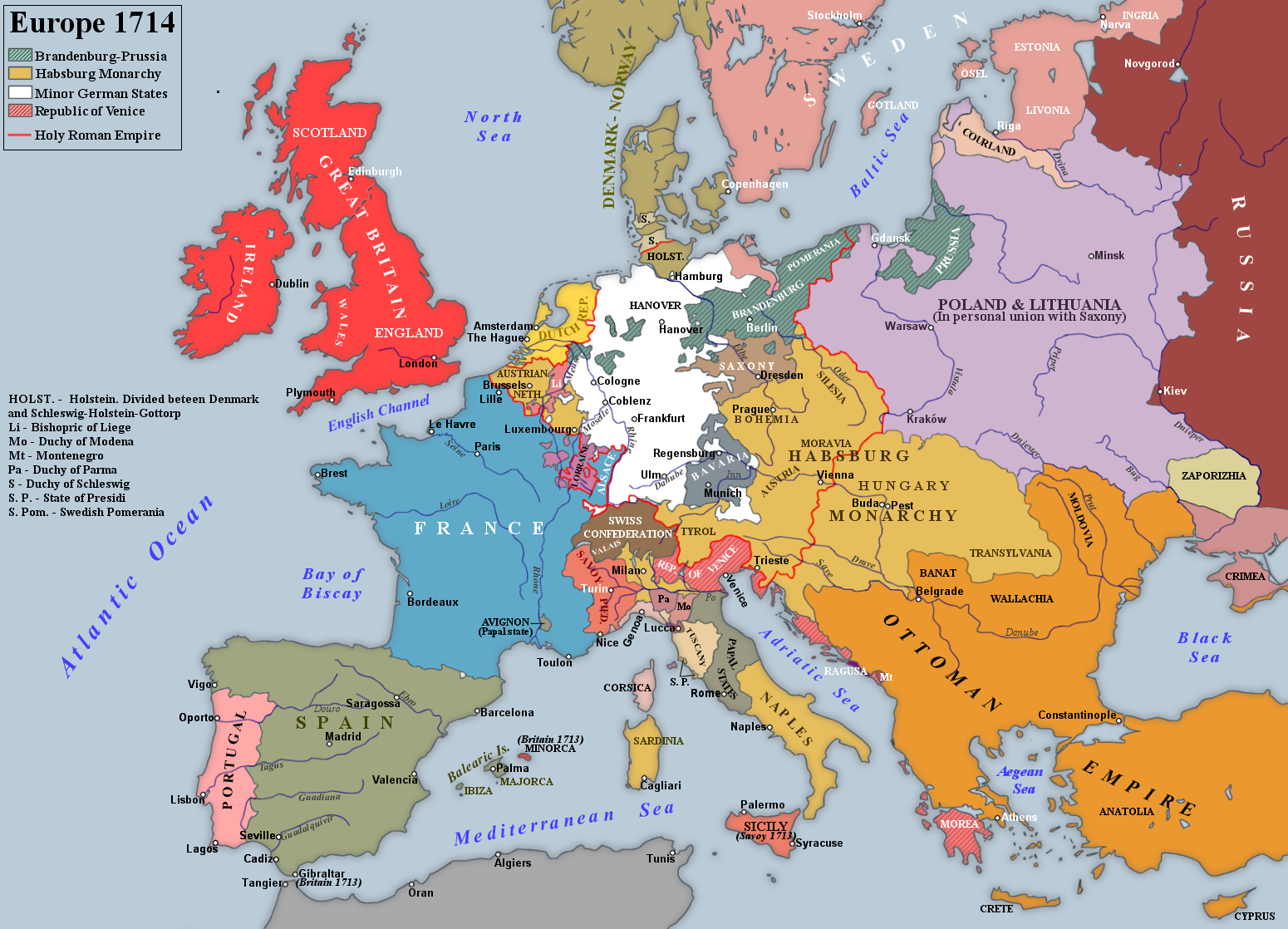
L'Europa dopo la pace di Utrecht: la Sicilia in rosa, staccata dalla Spagna e unita alla casa dei Savoia (Piemonte)

La situazione siciliana prese ad agitarsi quando gli alleati anglo-tedeschi conquistarono per l'arciduca austriaco il Regno di Napoli, arrivando così, nel 1707, a toccare i confini siciliani.
La guerra proseguì in Europa e nel resto del mondo, con grande spargimento di sangue, specialmente per i francesi, fino a quando nel 1711 venne a mancare improvvisamente l'imperatore Giuseppe I d'Asburgo, il che significava per il rivale di Filippo di Borbone, ovvero Carlo d'Asburgo, l'ascesa al trono del Sacro Romano Impero. L'Inghilterra, che nel potere Asburgo vedeva un pericolo grande quanto quello spagnolo, si rifiutò a questo punto di continuare a sostenere l'Asburgo per il trono iberico (così come non voleva una Spagna unita con la Francia, rigettava in assoluto anche una Spagna unita alla vasta area germanica). Si giunse quindi a un trattato di pace tra le potenze: il trattato di Utrecht, firmato nel 1713.
Con tale trattato l'Inghilterra si presentò da vincitrice e la Francia e la Spagna da nazioni sconfitte, si sancì la dissoluzione definitiva dell'impero spagnolo. Gli inglesi decisero allora il destino della Sicilia sottraendola agli spagnoli e consegnandola, letteralmente, a una figura del tutto inaspettata per i siciliani e per le altre potenze belligeranti: il duca piemontese Vittorio Amedeo II di Savoia.
L'Inghilterra decise quindi di risolvere la questione "Sicilia" non dandola né ai francesi né ai austriaci; al nuovo imperatore, infatti, venne assegnato il Regno di Napoli, il ducato di Milano e la Sardegna fu data alla tedesca Baviera, ma egli, proprio a causa della mancata corona siciliana, non volle firmare la pace di Utrecht: la guerra dell'Austria e del Sacro Romano Impero continuerà per altri due anni, fino a quando Carlo VI firmerà la pace di Rastatt, con la quale si decideva ad accettare quanto stabilito a Utrecht.
Nell'isola, molto prima dell'invasione, si era già sparsa la notizia che la Spagna stava tornando per rivendicare ciò che Utrecht le aveva sottratto. Vittorio Amedeo sapeva di essere in una condizione di estrema precarietà su quel trono: troppi pretendenti e troppo potenti per riuscire a mantenervisi illeso. Le potenze si erano unite formando la Quadruplice Alleanza: inglesi, francesi, austriaci e olandesi in guerra contro gli spagnoli, stabilirono che la corona di Sicilia doveva andare all'imperatore d'Austria, poiché i Savoia da soli non avrebbero potuto proteggere l'isola mediterranea dalle mire dell'esercito di Filippo V di Borbone.
(L'abate Giovanni Battista Caruso sull'imminente ritorno spagnolo in Sicilia.)

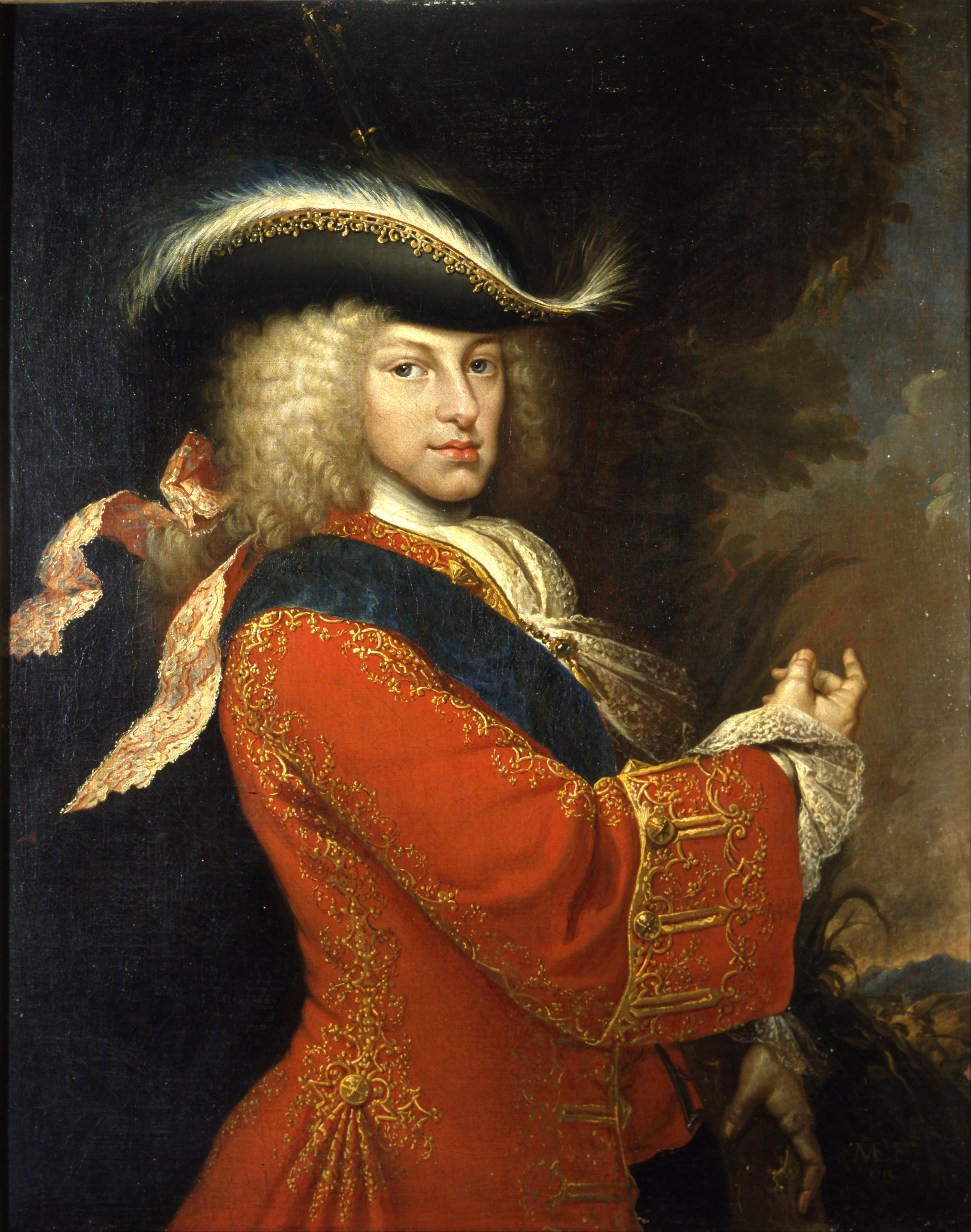
Filippo V di Borbone, re di Spagna e re delle Indie, ordinò nel 1718 l'attacco alla Sicilia, per riconquistarla

Il 1 luglio 1718 la Spagna approdò in Sicilia, presso Solunto (nell'omonimo golfo, divenuto poi golfo di Termini Imerese), sbarcando 30.000 uomini in arme, il cui ordine era quello di sottrarre con la forza la Sicilia ai Savoia e di riportare sotto la corona iberica i siciliani. L'ordine del re savoiardo era a sua volta quello di mantenere la corona dell'isola per i Savoia, per cui niente resa del Regno.
Ritenendo che Palermo non fosse difendibile, il viceré piemontese Annibale Maffei, insieme al Senato palermitano, il 2 luglio ne trattò la consegna agli spagnoli con il loro comandante, Jean François de Bette marchese di Lede. Maffei al contempo ordinò ai suoi uomini di incamminarsi verso Siracusa, la quale, al contrario di Palermo e di altre città siciliane, era stata modellata nel corso dei secoli dagli spagnoli con il principale scopo di resistere al nemico a oltranza, per cui venne valutata dal re piemontese (già da diversi anni) come il miglior luogo nel quale trincerarsi e aspettare l'evolversi degli eventi. Pur contro la propria volontà, i Savoia furono infine costretti a cedere la Sicilia all'Austria. I soldati tedeschi impedirono quindi il ritorno degli spagnoli sull'isola.
Il nuovo assetto territoriale tuttavia non soddisfaceva le maggiori casate d'Europa e il motivo per estromettere l'Austria dalla Sicilia venne dato dalla guerra di successione polacca, esplosa nel 1733: la nuova alleanza austro-russo-prussiana, formatasi con il trattato delle Tre aquile nere (Bund der drei schwarzen Adler), si era schierata a favore del candidato Augusto III di Polonia, indignando la Francia che invece sosteneva il suocero di Luigi XV, Stanislao Leszczyński. Non essendo i francesi riusciti a contrastare le truppe di Anna Ivanovna Romanova (Imperatrice di Tutte le Russie), che aveva fatto entrare nella sua orbita la Polonia, decisero allora di attaccare i possedimenti di Carlo VI, avvalorando così una nuova guerra in Sicilia, il cui scopo era sottrarla all'Impero asburgico.

## Primo periodo borbonico siciliano

### La conquista

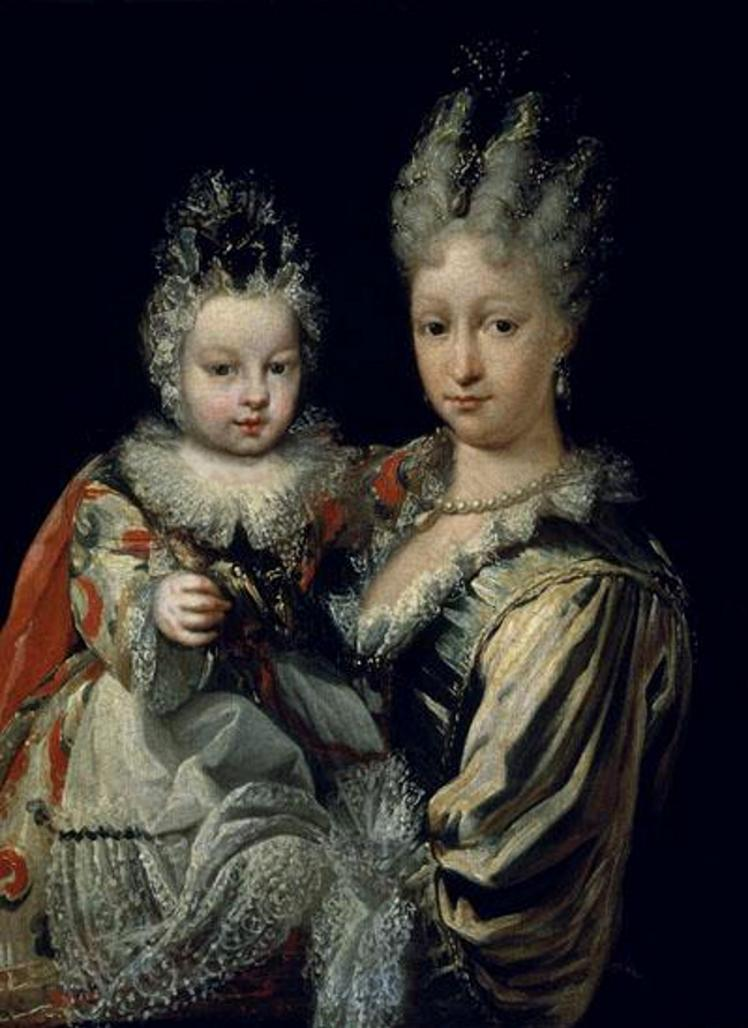
L'infante di Spagna, Carlo di Borbone, in braccio a sua madre Elisabetta Farnese, donna ambiziosa, che assecondando il desiderio di rivalsa spagnola in Italia riuscì a procurare al suo primogenito il trono della Sicilia

Luigi XV di Francia strinse con la Spagna borbonica un patto di famiglia con il quale le due nazioni giuravano di proteggersi a vicenda (El Escorial, 7 novembre 1733). Con questo patto si promettevano al figlio maggiore del re di Spagna nato dalla sua seconda moglie, attuale duca di Parma e Piacenza, Carlo Sebastiano di Borbone, i domini sud-europei del Sacro Romano Impero, ovvero entrambi i Regni di Napoli e Sicilia, che dovevano comunque essere tenuti rigorosamente separati dal trono spagnolo.
Carlo d'Asburgo aveva, tutto sommato, accettato in maniera abbastanza pacata la cessione dei suoi domini settentrionali in Italia all'infante di Spagna. Al Regno napoletano non poté o non volle dare molti soccorsi (la conquista incominciò nel marzo del 1734 e si concluse con l'assedio ed espugnazione delle due piazzeforti italiche, Gaeta e Capua, nel novembre di quello stesso anno). Faceva ciò per il bene del suo impero, volendolo passare a sua figlia Maria Teresa d'Austria, ed avendo quindi bisogno che le potenze gli accettassero la sua Prammatica Sanzione. Tuttavia, giunto il momento della conquista siciliana da parte degli alleati, l'Asburgo, specialmente con Siracusa, fece sul serio, scegliendola come sua ultima principale roccaforte contro i piani franco-spagnoli e l'acquiescenza degli inglesi.
Mentre ancora si combatteva per il Regno napoletano, Carlo VI dava ordine alle sue truppe di spostarsi a Siracusa: giungevano qui soldati tedeschi dalle città italiane e anche dalle altre città siciliane. Le truppe spagnole, adesso alleate dei francesi oltre che degli inglesi, fin dall'estate del '34 erano approdate nel lato occidentale dell'isola e, conquistata l'area senza difficoltà (eccettuata Trapani, anch'essa fortezza, che resisteva), avevano nominato il duca di Montemar, José Carrillo de Albornoz nuovo viceré di Sicilia.
Il 9 marzo 1735 Carlo di Borbone, all'epoca meno che ventenne, partì alla volta della Sicilia con l'intenzione di completarne la conquista. Il futuro re approdò a Messina, per assistere alla presa della Real Cittadella: essa si era arresa il 23 febbraio 1735. Da questo momento in avanti cominciava l'assedio pesante per Siracusa, concentrandosi su di essa le mire della corona ispanica: fatta evacuare forzatamente la popolazione nelle campagne limitrofe, austriaci e spagnoli aprirono il fuoco sulla città e dal mese di maggio, per 24 giorni, si riversò all'interno delle mura l'artiglieria dell'Ejército de Tierra; caddero in essa circa 2.000 bombe. Nel mentre che si distruggevano palazzi, strade e strutture varie, arrivò dall'imperatore austriaco una sorta di incentivo per i siracusani: prometteva loro, in caso di vittoria, di ristabilire in questa città la capitale di Sicilia, per premiarli della fedeltà dimostrata all'Impero austriaco. Se avesse mantenuto la parola sarebbe stato un cambio sicuramente epocale, dato che Siracusa aveva perso il titolo e le facoltà di capitale fin dal lontano dominio arabo.
Dentro le mura continuavano i bombardamenti, ma senza rilevanti perdite di vite umane, nemmeno tra i tedeschi: secondo alcune fonti il limitato numero di vittime e di distruzione di edifici civili si verificò perché gli spagnoli, volutamente, bombardarono la città con «molta discrezione», e precisione, mirando esclusivamente alle fortificazioni. La squadra degli ingegneri militari che si occuparono di dirigere i bombardieri spagnoli apparteneva alla scuola di Sébastien Le Prestre de Vauban (uno dei massimi ingegneri militari della storia, fiorito alla corte del re Sole). Infine giunse la resa: il 1 giugno 1735.

### La nascita del Regno borbonico

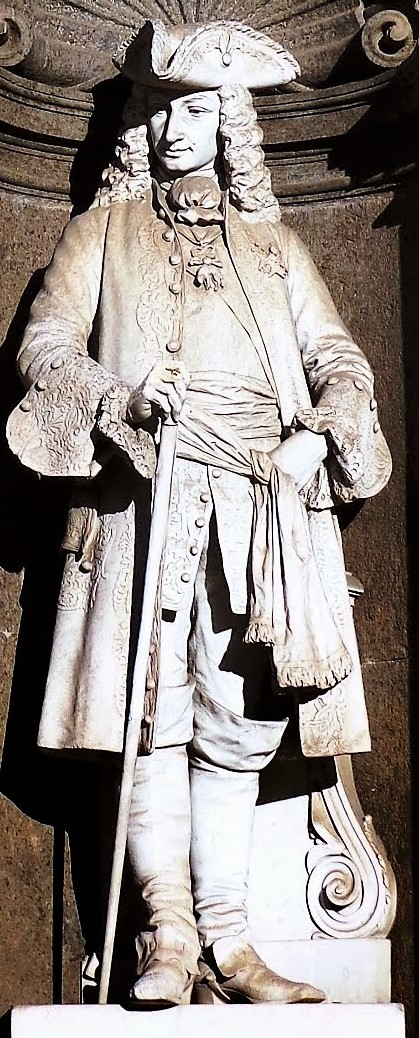
Statua di Carlo di Borbone, scolpita molti anni dopo la presa della corona siciliana (palazzo reale di Napoli)

Carlo di Borbone desiderava lasciare Messina e dirigersi dove era in corso l'assedio, per far sentire la sua autorità e accelerare così il processo della capitolazione. Ma venne caldamente consigliato di non andare a Siracusa, né prima né dopo la resa. I motivi addotti furono che non vi erano strade praticabili per raggiungerla. L'infante iberico protestò, ma alla fine desistette. Venne fatto imbarcare a Milazzo per Palermo, dove approdò il 19 maggio, e lì attese la caduta di Siracusa, per dichiarare ufficialmente il giorno dell'incoronazione a re di Sicilia.
Le sue giornate palermitane passarono tranquille, circondato dai tanti nobili isolani e dalle feste. Quando il 4 giugno gli giunse finalmente la notizia della presa aretusea, Carlo mandò a chiamare tutti i rappresentanti delle città del Regno, affinché giurassero fedeltà al nuovo sovrano, ed elesse cavalieri e consiglieri del nuovo governo. L'indomani Carlo si fece benedire col Santissimo dal vescovo di Siracusa, Matteo Trigona (che da tempo si trovava a Palermo).
Carlo negherà pubblicamente, poiché evidentemente accusato, l'esistenza di accordi premeditati per la conquista siracusana (si vociferava da tempo, fin da quando aveva messo piede in Sicilia, che vi fosse un accordo segreto con le forze imperiali). L'accanimento dei difensori di Siracusa fu reale (per bocca non solo del sovrano ma anche dei testimoni all'assedio), che però vi fosse una trama ordita nelle corti europee era senz'altro veritiero (probabile motivo per cui non arrivarono rinforzi austriaci in Sicilia, a differenza di quanto accadde negli anni '18 e '19, quando l'afflusso dalle terre germaniche fu continuo).
Fin dai primi giorni di febbraio 1735, l'Inghilterra si era imposta sulla Francia e sulla Spagna obbligandole a sedersi al tavolo delle trattative e a far cessare, insieme a lei, la guerra siciliana rivolta contro l'imperatore austriaco. Se queste non avessero accettato, gli inglesi avrebbero dichiarato ai loro possedimenti una guerra serrata sia nell'America del nord che nell'America del sud, oltre che nelle Indie orientali.
Carlo di Borbone non attese la caduta di Trapani, la quale, abbandonata a sé stessa, capitolerà il 12 luglio.. Egli decise di incoronarsi re di Sicilia giorno 3 luglio 1735 nella Cattedrale di Palermo, nonostante vi fosse la contrarietà di papa Clemente XII che non voleva riconoscerlo come nuovo legittimo sovrano dei due regni (Carlo di Borbone decise allora di avvalersi dell'Apostolica Legazia di Sicilia, antico privilegio dell'isola che le garantiva una certa autonomia dalla chiesa di Roma). Tutto avvenne con una gran fretta, non si poté attendere nemmeno il ritorno delle truppe spagnole da Siracusa, ancora in area aretusea il 30 giugno, così il monarca per il suo ingresso solenne nella capitale siciliana dovette affidarsi alla scorta delle maestranze palermitane. Le potenze estere intimarono al primo sovrano italico dei Borbone di lasciare immediatamente la Sicilia: egli, difatti, partì per Napoli l'8 luglio 1735, su di una nave da guerra spagnola, l'Europa.
Quella stessa estate, la Francia abbandonò l'alleata e si sedette, in solitaria, al tavolo delle trattative con l'Inghilterra. I preliminari durarono a lungo e re Giorgio II di Hannover poté dichiarare la pace ufficiale solamente nel novembre del 1738, con il trattato di Vienna (anche se fin dal novembre del 1735 non si combatteva più per via di un riconosciuto armistizio e l'Austria aveva chiesto trattative di pacificazione già all'inizio dell'ottobre di quello stesso anno). Dal 1738 Carlo di Borbone veniva quindi legittimato dalla comunità internazionale a governare la Sicilia insieme a Napoli; nasceva ufficialmente il Regno italico dei Borbone.

### La pace e le tentate riforme
Con questo nuovo assetto territoriale veniva meno il ruolo militare della Sicilia, essendo il regno italico staccato rigorosamente dalla più potente Spagna, la quale aveva attirato in passato parecchi nemici sull'isola, e tenuto volutamente in disparte dalle guerre estere.
La Sicilia poté godere di un lungo periodo di pace. Non essendoci più continue minacce che richiedevano la sua difesa e la ponevano al centro dei progetti politici belligeranti, gli affari siciliani passarono in secondo piano per i sovrani borbonici, i quali sempre più si concentrarono sulle vicende urbanistiche e industriali della sola Campania, loro terra di corte. Paradossalmente, pur essendo essi più vicini dei sovrani della penisola iberica, divennero per i siciliani degli sconosciuti.
Il forte legame con la Spagna venne estinto gradualmente: gli spagnoli vennero estromessi da ogni aspetto della vita del regno italico, in ultimo da quello militare. I siciliani continuarono a non avere un proprio esercito; i soldati del Regno di Napoli presero il posto degli iberici. Carlo III di Borbone tentò di riformare l'apparato politico ed amministrativo dell'isola, ma si scontrò con il potere baronale dei locali, davvero molto forte sull'isola poiché in oltre trecento anni di vicereame, gli uomini di governo della Sicilia - ovvero la nobiltà isolana - avevano potuto erogarsi tanti privilegi e diritti che di norma sarebbero invece spettati a un sovrano; fisicamente assente sull'isola oramai da troppi secoli. Carlo fallì nel suo tentativo di sottrarre a costoro una parte di potere e riformare con esso l'assetto politico siciliano.

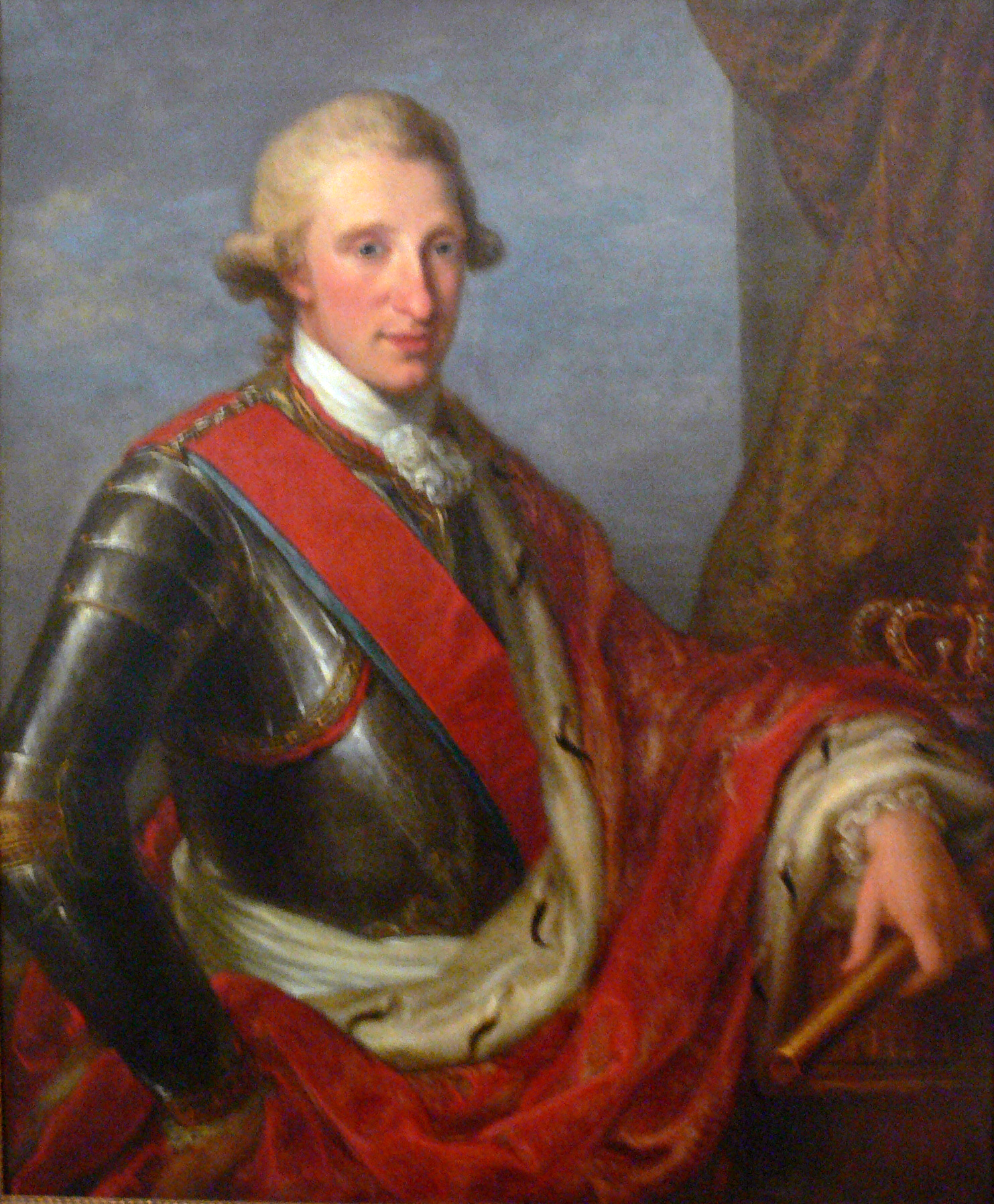
Ferdinando III di Borbone, re di Sicilia

Nel 1759 Carlo accettò di prendere il posto vacante del trono di Spagna, dovendo quindi rinunciare a quello di Sicilia e Napoli, per rispettare i trattati internazionali che ne vietavano l'unione. Al suo posto venne nominato suo figlio Ferdinando: III di Sicilia e IV di Napoli, che conservando anche il titolo di infante di Spagna fu affidato alla tutela di un consiglio di reggenza, con il compito sia di amministrare la cosa pubblica fino alla maggiore età del giovane sovrano, sia di provvedere alla sua educazione, ma le direttive continuò a inviarle Carlo dalla Spagna.

Nel 1768, prese in sposa Maria Carolina d'Austria, ma le dissomiglianze tra i due erano evidenti: lui, rozzo e incolto, lei, elegante, ben educata e scaltra al punto che avrebbe avuto sul marito il sopravvento, finanche politico. Maria Carolina constatava che il giovane consorte era totalmente disinformato, al punto che: 
(Maria Carolina d'Austria)
Come il padre, tentò anch'egli di riformare le leggi siciliane, ma fallì contro il potere baronale: Il 19 e 20 settembre 1773 vi fu un'insurrezione popolare a Palermo, scoppiata a causa della morte del presidente del Senato cittadino, Cesare Caetani, principe del Cassaro. I rivoltosi assaltarono il Palazzo della Vicaria e il Palazzo Reale. Tra il settembre e l'ottobre la rivolta, capeggiata dalle corporazioni artigiane, infiammò la città e le vicine Monreale, Piana dei Greci e Bisacquino. I baroni si approfittarono di tale situazione e aizzarono le folle allo scopo di dimostrare al governo che, in assenza del loro beneplacito, era impossibile governare la Sicilia. Sebbene non vi fosse alcun intendimento di sottrarre l'isola alla casa regnante, la rivoluzione di Palermo può essere considerata a tutti gli effetti una rivolta politica, voluta e fomentata dalla classe dominante locale, avente l'obiettivo di stroncare la politica riformistica..

## La Sicilia nelle guerre napoleoniche
Nel 1789 scoppiò la Rivoluzione francese, volta a distruggere l'Ancien Régime. Ciò scatenò in tutta Europa agitazioni e conflitti che si basavano sull'accettare o non accettare i nuovi principi proposti dai francesi. La maggior parte dei monarchi europei inveì contro tali ideologie liberali e si oppose alla Francia rivoluzionaria, che dal 1792 aveva dichiarato ufficialmente guerra all'assolutismo. Fu questo il contesto nel quale mosse i primi passi il generale corso Napoleone Bonaparte. Dapprima caddero in suo potere le diverse realtà autonome più vicine alla Francia, come quelle dell'Italia del nord. Vennero quindi istituite tante Repubbliche sorelle, che dipendevano dal volere dei francesi.
Fin dall'aprile del 1798 Napoleone aveva ordinato al suo generale Louis Charles Antoine Desaix di gettare l'ancora a Siracusa (o in qualcuna delle rade del siracusano) e aspettare il sopraggiungere dell'Armée française, che sarebbe salpata da Tolone (Desaix doveva invece giungere nel siracusano partendo dalla conquistata città laziale di Civitavecchia); in seguito, Napoleone avrebbe mandato un altro dispaccio a Desaix con il quale lo avvisava del suo imminente arrivo, per cui i francesi avrebbero dovuto lasciare la città siciliana e recarsi all'isola di Malta per conquistarla.
Il motivo che spingeva Napoleone Bonaparte a voler ancorare con serenità presso Siracusa, era l'esistenza di un trattato di neutralità che le città dei Borbone si erano impegnate a mantenere nelle guerre rivoluzionarie: il trattato di Parigi dell'ottobre 1796 (ratificato dall'armistizio di Brescia). Ciononostante, la presenza dell'Armée française in acque siciliane, constatata dal maggio di quell'anno, creò grande agitazione: numerose potenze estere offrirono la loro alleanza a re Ferdinando III, non fidandosi affatto dei progetti di Napoleone; tutti convinti che il suo obiettivo fosse la Sicilia (a ciò si aggiunga che da quando era caduta la Repubblica di Venezia, la flotta veneta era stata posta al servizio dei francesi ed essa incrociava pericolosamente nel mare siracusano).
Napoleone Bonaparte negli ultimi giorni di maggio sfiorò, a bordo dei vascelli da guerra francesi, il porto di Siracusa, ma tirò dritto, portando la sua squadra alle porte di Malta, porgendo un ultimatum ai cavalieri giovanniti, i quali, essendo la maggior parte di essi d'origine francese, non opposero molta resistenza e consegnarono l'isola alla Francia.
Così, nuovamente errante, l'Ordine si diresse in Russia, in cerca d'aiuto. Dopo l'occupazione dell'isola, Napoleone levò l'ancora per approdare nel luglio del 1798 alla baia di Abū Qīr, ad Alessandria d'Egitto.

### La violazione del trattato di neutralità; l'approdo della flotta d'Inghilterra

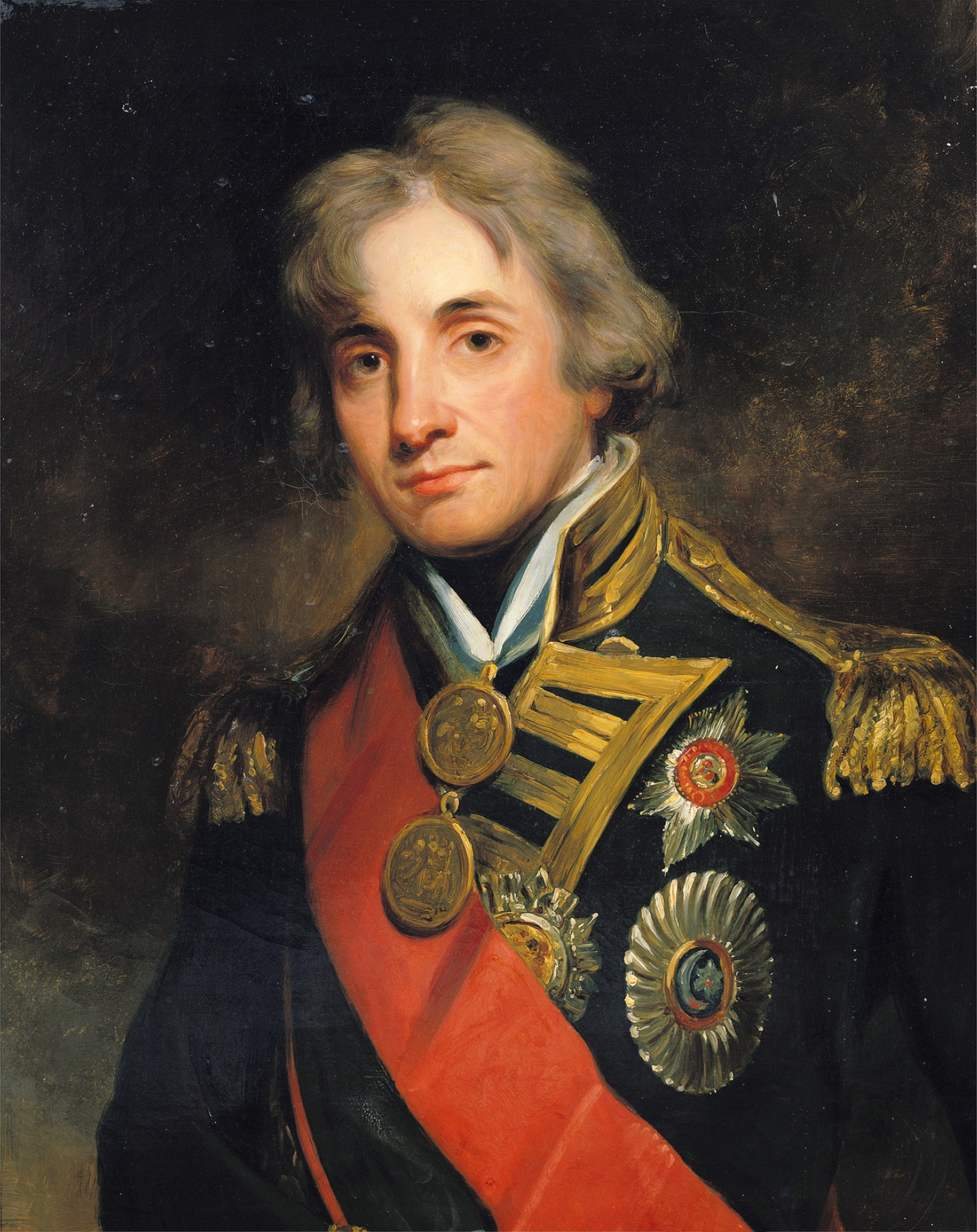
L'ammiraglio Horatio Nelson

Mentre i francesi si preparavano alla conquista delle piramidi, approdava il 19 luglio a Siracusa l'ammiraglio Horatio Nelson con la flotta d'Inghilterra, alla frenetica ricerca di Napoleone.
L'approdo di Nelson in Sicilia non fu per nulla facile: gli inglesi, ai quali la Francia aveva da tempo dichiarato una guerra severissima, ricambiata apertamente dalla Gran Bretagna, navigavano da più di un mese nel mar Mediterraneo, senza riuscire a scovare le navi di Napoleone (il quale aveva tutto l'interesse ad evitare lo scontro su mare con le più esperienti ciurme rivali); Nelson aveva saputo della presa di Malta mentre chiedeva informazioni presso le coste di Napoli, il 17 giugno: giunse quindi nelle coste messinesi il 20 giugno, dove ricevette l'informazione di dirigersi verso l'Egeo; intuendo il piano orientale di Napoleone, e avendo dato una grande accelerazione alla propria flotta, Nelson a Creta sfiorò e superò le navi francesi senza accorgersene.
Giunto ad Alessandria d'Egitto non trovò il nemico, timoroso che Napoleone avesse deciso di attaccare la Sicilia decise di tornare indietro, recarsi a Siracusa e da qui fare il punto della situazione.
Tuttavia, una volta avvicinatosi alla costa siciliana non ebbe il permesso di entrare nel porto: Siracusa, infatti, era vincolata a quel patto di neutralità sopracitato, stipulato tra Ferdinando III di Borbone e la Francia. Fu solo con l'intervento di Emma Hamilton (moglie dell'ambasciatore inglese a Napoli, Sir William Hamilton, e confidente della regina Maria Carolina d'Asburgo-Lorena) che Nelson ottenne dal governo della città il permesso di approdare, nonostante ciò significasse la violazione del trattato di neutralità dei Borbone con i francesi.

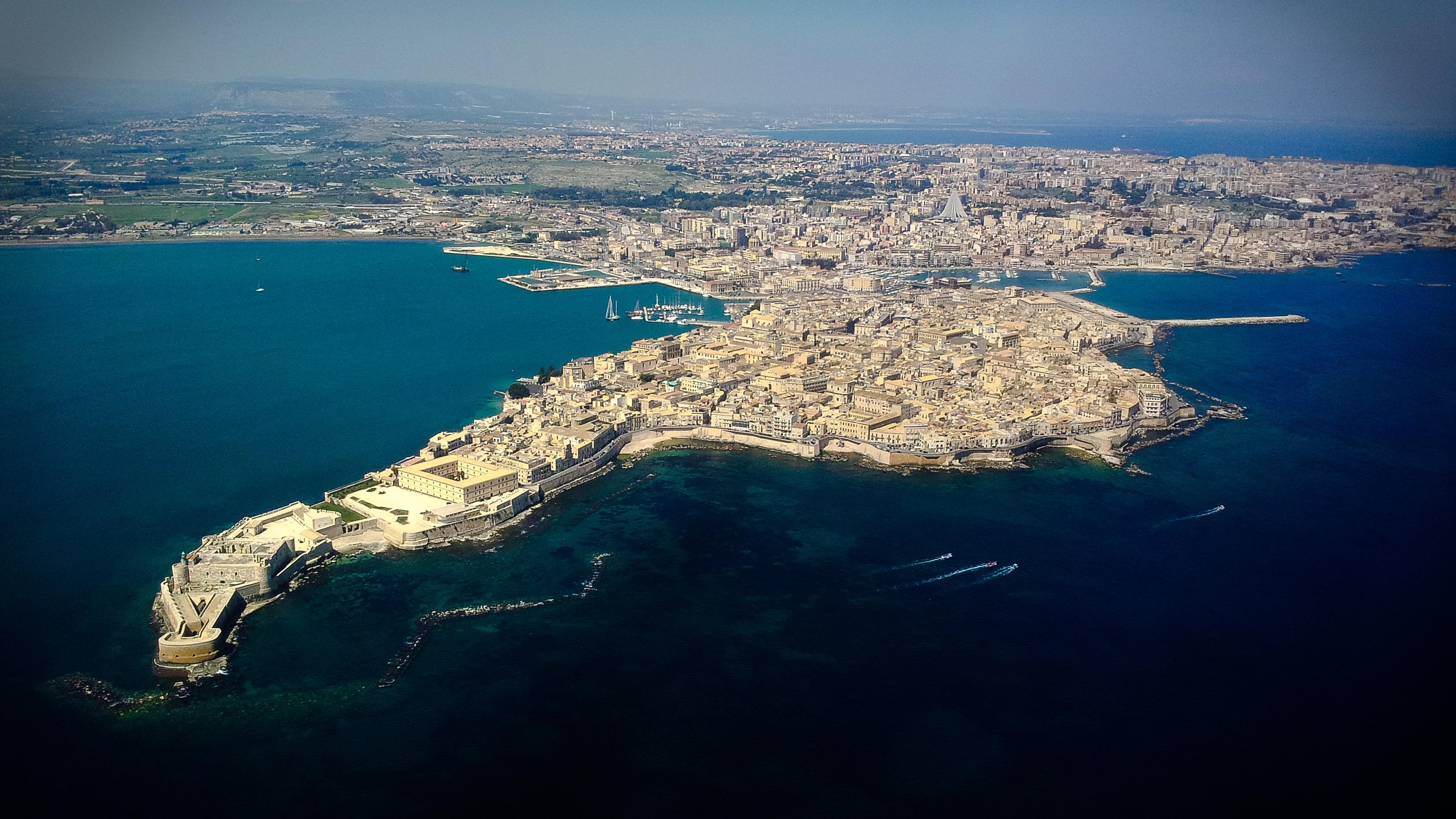
L'odierna città portuale di Siracusa (antico approdo di Nelson) vista dall'alto

Horatio Nelson ricorderà come fatto di vitale importanza l'intercessione di Emma, anche se secondo numerosi storici dietro la violazione vi era l'operato del più potente John Acton; anzi sarebbe esistito anche un documento ufficiale, firmato da Acton il 17 giugno, che autorizzava Nelson a rifornirsi nei porti del Regno siculo-italico e più specificatamente in quelli di Siracusa, Messina, Augusta, Trapani. Ciò però contrasta con i netti rifiuti che l'ammiraglio asserì di aver ricevuto nella maggior parte dei porti dell'isola.
Pochi giorni dopo la partenza di Nelson dal porto siciliano, l'1 e 2 agosto 1798, avvenne la battaglia del Nilo, nella quale la flotta del contrammiraglio inglese sconfisse la rivale napoleonica.
Il console francese alla corte di Napoli, Monsieur La Cheze, incaricato degli Affari per la Repubblica di Francia, presentò al governo di Ferdinando una nota nella quale si richiedeva l'espulsione di John Acton e la consegna del governatore militare di Siracusa nelle mani della giustizia francese; i due colpevoli principali, secondo l'entourage di Napoleone, del supporto ottenuto da Nelson.
La Francia chiedeva inoltre a Ferdinando che tutti i porti del Regno di Sicilia passassero sotto l'amministrazione francese, la quale non avrebbe più permesso violazioni del trattato di neutralità. Napoleone, in seguito, riuscirà ad ottenere l'allontanamento di Acton dai Borbone, ma non il controllo dei porti siciliani.

### I Borbone trovano rifugio a Palermo

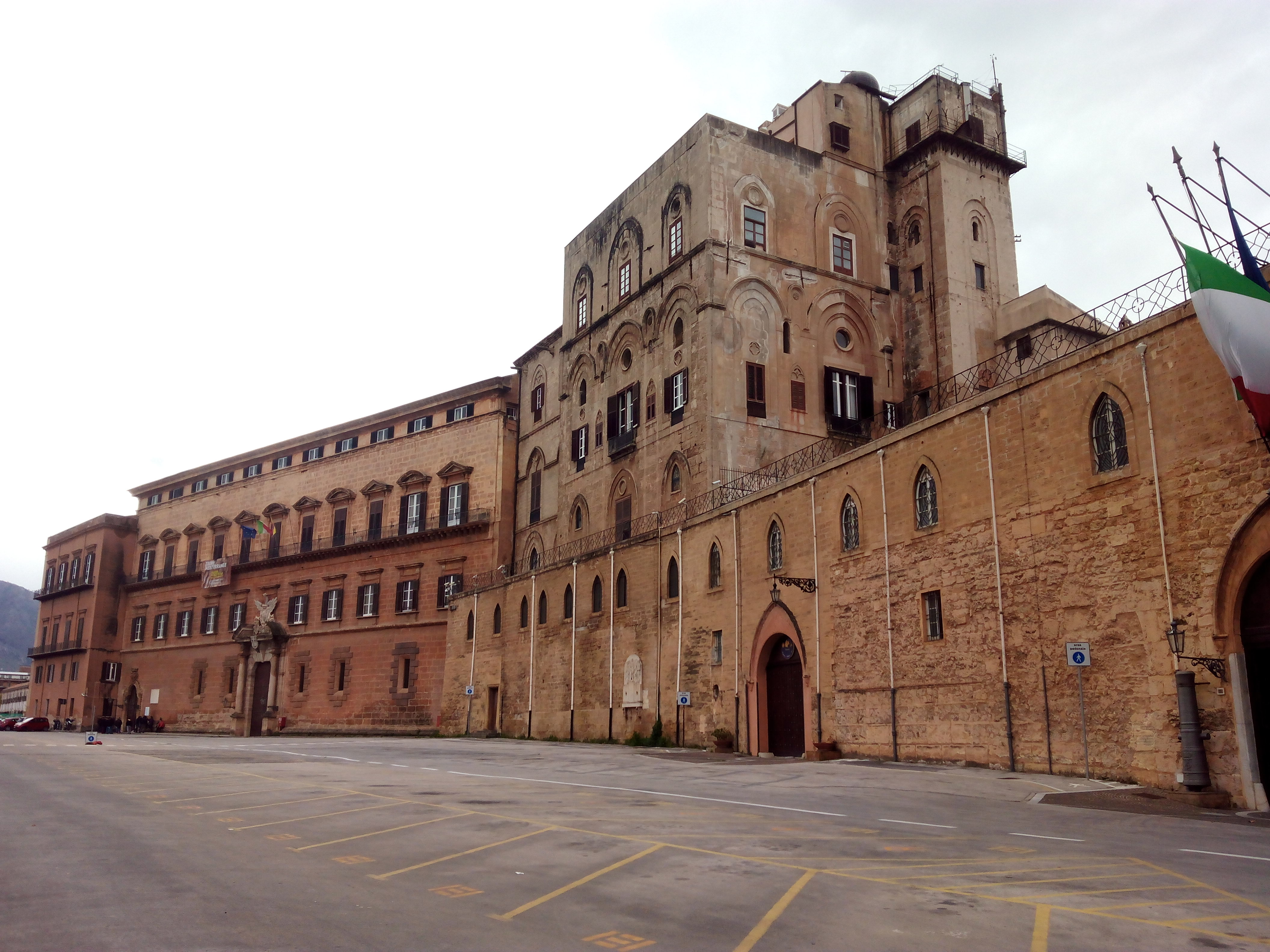
Palazzo dei Normanni a Palermo, divenne sede della corte borbonica quando questa dovette fuggire da Napoli a seguito della conquista di Napoleone Bonaparte

Oltre al decisivo supporto logistico dato a Nelson, Ferdinando ascoltò l'Inghilterra che gli fece invadere lo Stato Pontificio da poco conquistato da Napoleone, per cui la rottura fu totale. A questo punto i francesi, ritenendo il patto di neutralità ormai definitivamente violato, non si fecero più scrupoli e invasero la parte continentale del Regno dei Borbone, costringendo il re e la regina a una fuga precipitosa: Horatio Nelson condusse quindi Ferdinando e Maria Carolina a Palermo, il 22 dicembre 1798.
I francesi avevano dichiarato decaduta la corona di Napoli: nasceva al suo posto, nel 1799, la Repubblica Napoletana, che come le altre Repubbliche sorelle era posta sotto il controllo della Francia. I siciliani, inizialmente soddisfatti delle rassicurazioni date da Ferdinando nel discorso di apertura della sessione parlamentare del 1802 riguardo alla sua intenzione di mantenere la corte a Palermo, concessero al sovrano donativi ingenti. Tuttavia, nel 1802 i sovrani poterono fare un momentaneo ritorno alla corte di Napoli, lasciando quella palermitana nuovamente vacante. La situazione mutò in peggio per i Borbone quando Napoleone Bonaparte invase ulteriormente il loro regno continentale.
Nel settembre del 1805 un tentativo di riprendere il Regno di Napoli era stato fatto partendo dalla città siciliana di Siracusa, dalla quale era salpata una flotta anglo-russa composta da 13.000 soldati russi e 7.000 soldati inglesi. La spedizione infine fallì a causa dei pareri discordanti tra russi e britannici che non riuscendo a trovare un accordo tra loro, concessero ai francesi una facile vittoria, tornandosene essi in Sicilia nel 1806.
Già il 27 dicembre 1805 Napoleone Bonaparte, dal palazzo di Schönbrunn, aveva condannato la monarchia borbonica napoletana, dichiarandola non più esistente:
Nel 1806 fece nascere un nuovo Regno di Napoli, posto sotto la guida di suo fratello Giuseppe Bonaparte. La Sicilia, che per i francesi era adesso teoricamente compresa tra i loro domini, grazie all'unione personale tra la corona continentale e quella isolana, nella realtà dei fatti continuava ad essere possedimento della monarchia dei Borbone e rimaneva sotto la protezione degli inglesi. Dunque i sovrani napoletani, per la seconda volta, trovarono rifugio alla corte di Sicilia.

### L'occupazione inglese del Regno di Sicilia

L'Europa sotto il dominio della Francia nel 1812. La Sicilia fu uno dei pochissimi paesi europei che riuscì a non essere incorporato nell'Impero di Napoleone

La presenza britannica sull'isola - presenza armata e con scopi bellici (la guerra a Napoleone Bonaparte) - entrerà nella storiografia siciliana con il termine di «decennio inglese».
Tra le città di Sicilia, gli inglesi scelsero la posizione naturale di Siracusa per instaurare sull'isola la loro strategia militare anti-napoleonica: questa città si prestava infatti a tale scopo, essendo una piazza d'armi ben nominata per le sue difese fin dal 1679 (una delle poche sull'isola) e fin dal principio della seconda venuta dei Borbone a Palermo, essa fu fatta passare, con il consenso dei sovrani, sotto il controllo diretto dell'Inghilterra. Siracusa, una roccaforte, Palermo, sede della corte, e Messina, porta verso il continente europeo, furono i tre principali punti strategici sorvegliati strettamente dai soldati di Sua Maestà Britannica.

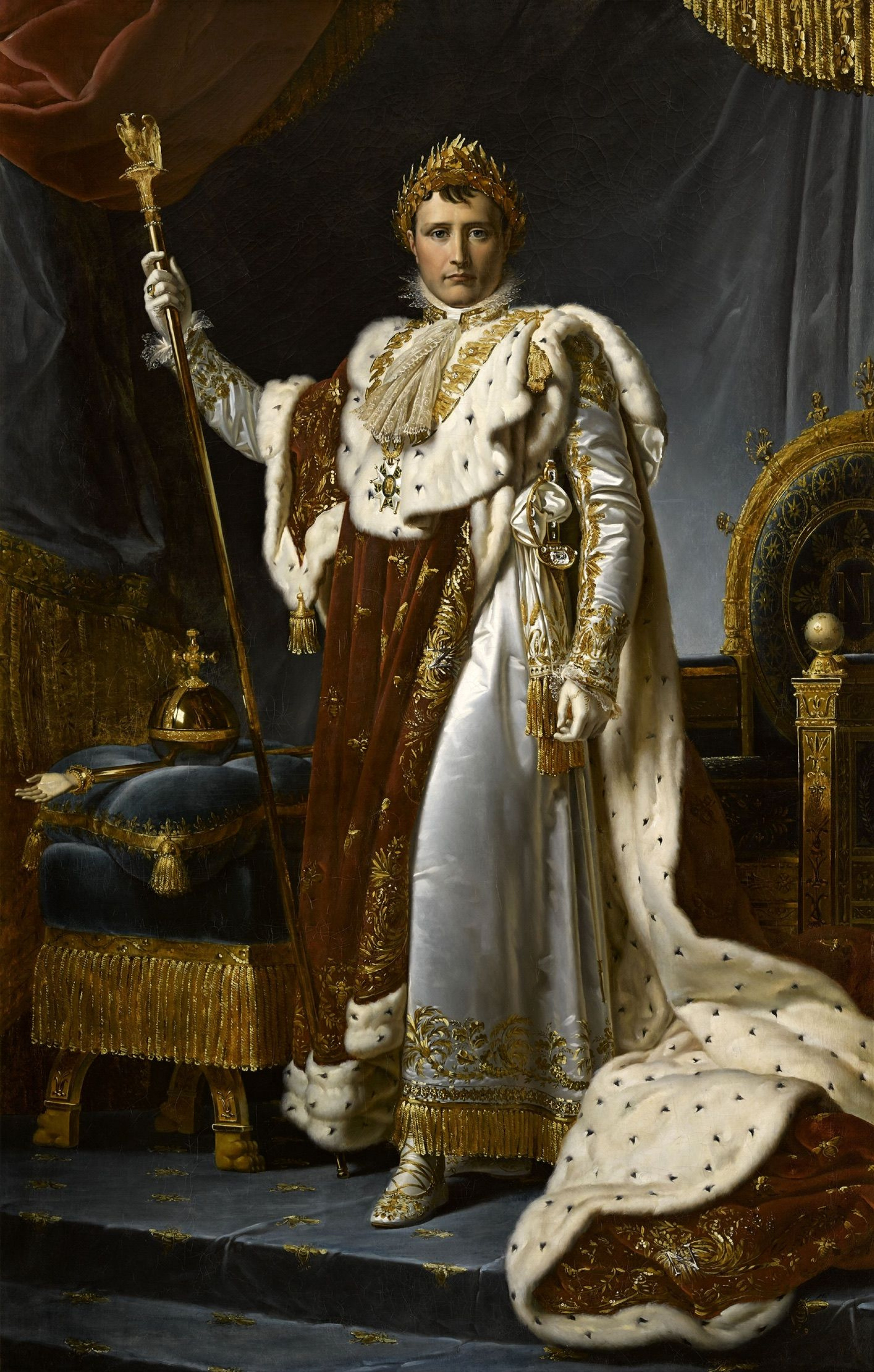
Napoleone Bonaparte, Imperatore dei francesi (François Gérard, 1805)

La Sicilia in quel decennio divenne patria di salvezza per molti popoli: sia sufficiente ricordare che oltre la corte napoletana dei Borbone, la capitale siciliana rappresentò un rifugio anche per li futuro re dei francesi Luigi Filippo (esiliato dalla Francia in quanto parente del ghigliottinato Luigi XVI).
L'Inghilterra continuava a resistere, e a lei si affiancarono, insieme al Regno di Sicilia, anche l'Impero portoghese e il Regno di Sardegna. La maggiore isola del Mediterraneo, in particolare, rappresentò per gli inglesi il perno difensivo principale: ricorderà Napoleone, nel suo memoriale, come gli inglesi fossero soliti arruolare, spesso forzatamente, soprattutto siciliani (oltre ai loro alleati portoghesi).

### Napoleone Bonaparte: prendere la Sicilia
Era nelle intenzioni di Napoleone assoggettare anche la Sicilia al suo dominio. Archiviato il piano di invadere la Gran Bretagna con uno sbarco anfibio, egli tentò, o meglio progettò, una prima invasione siciliana, messa a punto tra il 1806 e il 1808 (si parlerà in seguito di un ulteriore progetto per invadere l'isola, nel quale però l'Imperatore dei francesi avrà un ruolo ambiguo). Ciononostante, Napoleone Bonaparte sembrava avere carenza di informazioni sullo stato dell'isola mediterranea, prova ne è la raffica di domande che porse a suo fratello Giuseppe su tutto ciò che riguardava la fisicità della Sicilia, le cui risposte dovevano illuminare i francesi, mostrando loro come muoversi in essa.
(L'imperatore Napoleone Bonaparte a suo fratello re di Napoli Giuseppe Bonaparte, 17 febbraio 1808.)
Uno dei suoi piani (Napoleone nei suoi dispacci proponeva sempre molteplici soluzioni), consisteva nel far sbarcare le truppe francesi, comandate dall'ammiraglio Honoré-Joseph-Antoine Ganteaume, tra Messina e Catania e, dopo aver preso queste due città, far marciare i francesi a Siracusa, "minacciandola" di conquista, in modo da far agitare gli inglesi, poiché Napoleone sapeva che dentro la città aretusea vi era li cuore della difesa inglese (era convinto, ad esempio, che l'ultima resistenza degli inglesi sull'isola si sarebbe concentrata su Siracusa).
Decise infine di rinviare lo sbarco a quando fosse stata assicurata la presa di Scilla (confine calabro in mano inglese). L'impresa siciliana rimarrà comunque centrale nei suoi pensieri. Si può comprendere quanto egli ritenesse importante la conquista della Sicilia, citando ciò che scrisse nel maggio del 1806 (tempo in cui egli riteneva l'Europa pacificata sotto il suo dominio) a suo fratello Giuseppe: «la Sicile est tout, et Gaète n'est rien» («la Sicilia è tutto, e Gaeta è niente»), volendolo esortare con le forti parole a non concentrare le sue truppe sul baluardo napoletano (che era minacciato dagli inglesi; per lui fattore questo positivo, poiché distraeva l'Inghilterra dalla Sicilia, dando al suo esercito la possibilità di tentare lo sbarco), ma piuttosto di dirigere lo sguardo sui siciliani, la cui isola, protetta dai suoi acerrimi nemici, gli inglesi, diveniva fondamentale per stabilizzare le sue conquiste sul continente.

### L'arrivo dell'ammiraglio Collingwood

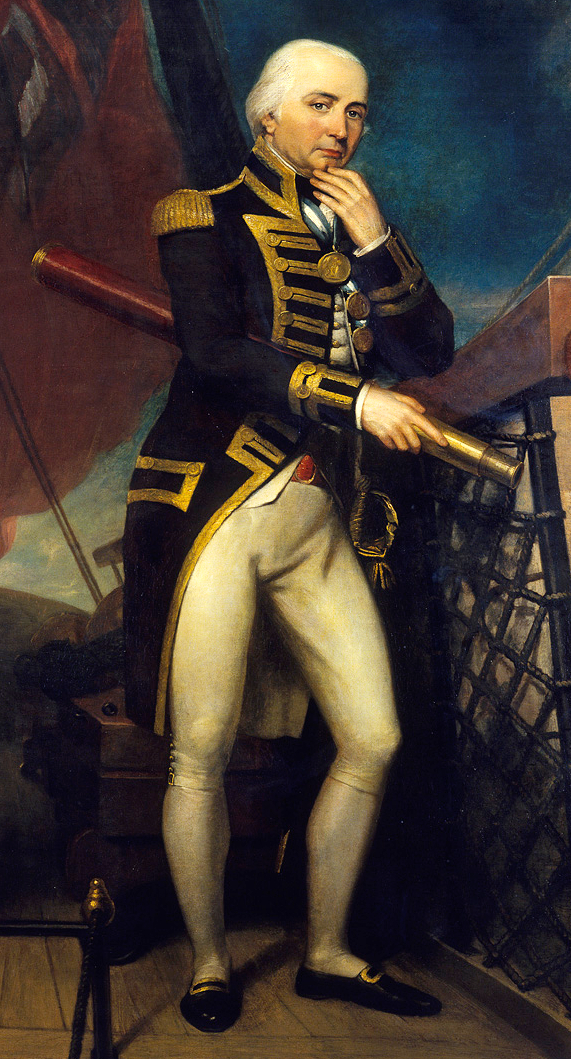
Cuthbert Collingwood, comandante in capo della Mediterranean Fleet

L'ammiraglio della Royal Navy Cuthbert Collingwood - che era stato legato a Nelson da una profonda amicizia; che era con lui a Trafalgar e che prese il suo posto nel comando della flotta quando questi venne ucciso durante la battaglia - scrisse da Cadice a Hugh Elliot, ministro inglese alla corte di Ferdinando, che per la sopravvivenza di quel che rimaneva della corona dei Borbone era assolutamente necessario che l'Inghilterra fosse libera di disporre a proprio arbitrio di una parte della Sicilia, senza restrizione alcuna da parte della corte napoletana impiantata a Palermo; la scelta di Collingwood ricadde su Siracusa, la quale accolse da giorno 6 del mese di dicembre 1807 il comandante della Mediterranean Fleet (la flotta britannica del Mediterraneo) con le sue navi da guerra.
Collingwood, nonostante mostrasse sincero interesse per le vicissitudini della città che ospitava il comando della sua flotta, era lì realmente per altri motivi, e quando scrisse a Sir William Drummond di Logie Almond (ministro inglese alla corte dei Borbone, successore di Elliot), quello stesso giorno, lo fece usando toni molto diversi e palesando quella necessità che aveva la Gran Bretagna di poter contare sui siciliani per contrastare le mire espansionistiche dei francesi:
(Cuthbert Collingwood a Sir William Drummond, 13 gennaio 1808.)

### Effetti della pace di Tilsit

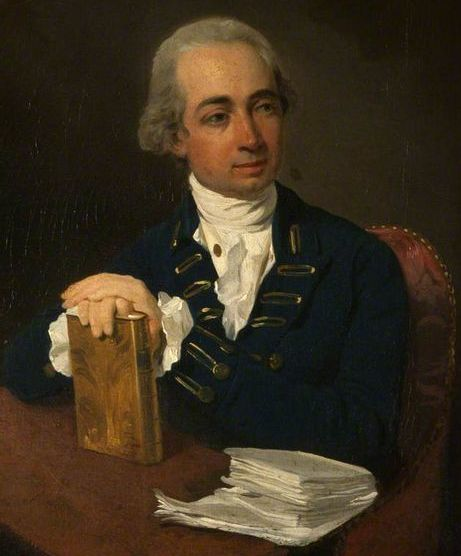
Cuthbert Collingwood

Mentre Collingwood custodiva attentamente il mare di Sicilia, si verificarono delle serie tensioni con i russi: Collingwood difatti aveva ricevuto a Siracusa, fin dai primi di gennaio 1808, l'ordine dall'ammiragliato inglese di distruggere tutte le navi russe che si trovavano sulle coste siciliane.
Ciò era l'effetto della guerra che la Russia aveva dichiarato alla Gran Bretagna per volere di Napoleone Bonaparte, il quale, nell'anno precedente (estate 1807), aveva obbligato lo zar Alessandro I alla pace di Tilsit (i rapporti tra russi e inglesi erano però già tesi fin dal 1806). Tuttavia, nonostante le pressioni da parte di Robert Adair (plenipotenziario britannico alla corte degli Asburgo-Lorena a Vienna) e il comando dei Lordships, Collingwood faticò ad eseguire quanto gli veniva richiesto, poiché egli intravide, già a quel tempo, gli screzi che avrebbero portato in seguito a una rottura definitiva tra Napoleone e Alessandro. L'ammiraglio inglese, a bordo della sua Ocean, dal porto di Siracusa affermò:
(Cuthbert Collingwood ad Alexander Ball, governatore di Malta. Siracusa, 27 gennaio 1808.)

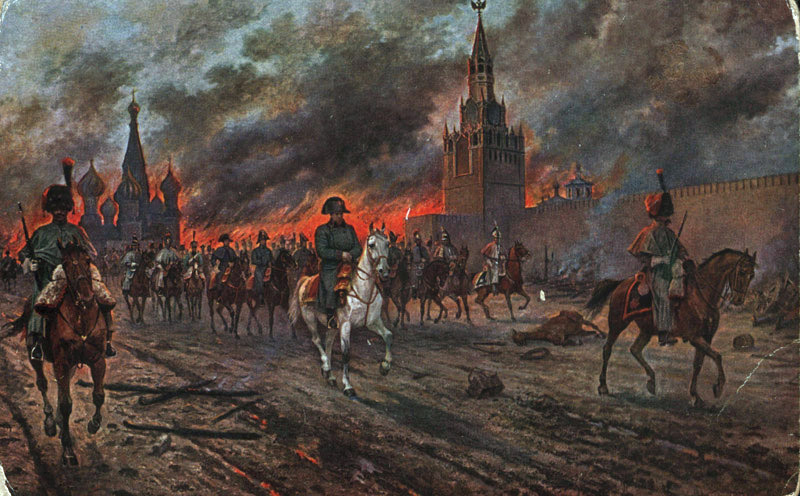
Napoleone e i francesi lasciano l'incendiata Mosca nel 1812

Fino al 1807 le navi russe avevano attraccato tranquillamente nei porti siciliani. Nella città aretusea, ad esempio, nel 1806 attraccò la nave da guerra dei russi nella quale viaggiava il giovane ufficiale di marina Vladimir Bogdanovič Bronevskij (autore del libro Memorie di un ufficiale di Marina russo durante la campagna nel mar Mediterraneo dal 1805 al 1810), la cui testimonianza fu significativa nell'ambiente culturale della sua patria, in quanto rappresentò per i russi una delle rare finestre aperte sul mondo siciliano.
Quando Collingwood si preparò ad attuare le direttive ricevute dalla Gran Bretagna (facendo però notare che le azioni della marina inglese contro i russi in Sicilia erano una chiara violazione della neutralità di questo paese con lo zar e una pesante ingerenza nei confronti della corona siciliana) era già troppo tardi, poiché le navi russe avevano lasciato in massa le marine siciliane (eccetto per quelle che ancora si trovavano a Palermo, che vennero detenute forzatamente). La distruzione quindi non vi fu, ma vi crebbe un forte sospetto riguardo alle intenzioni dei russi sulla Sicilia. Siracusa divenne una sorvegliata speciale di questa guerra.
(L'ambasciatore di Ferdinando IV di Borbone alla corte di San Pietroburgo, Antonino Maresca, denuncia la pace di Tilsit.)
Tilsit fu importante per Napoleone, poiché lo zar s'impegnò a rispettare il decreto di Berlino (21 novembre 1806), ovvero il severo Blocco continentale imposto all'Inghilterra (la quale in Europa poteva così commerciare solamente con Sicilia, Portogallo e Sardegna). Ma Alessandro I ruppe la pace con Napoleone perché questi mostrò di non volergli cedere il controllo sullo stretto dei Dardanelli, sul Bosforo e sulla città di Costantinopoli (in sostanza la Russia voleva libero accesso al centro del Mediterraneo, cosa che Napoleone, pur essendo l'alleato dello zar, non concesse, contrariando grandemente Alessandro). Prima di incominciare le ostilità contro i russi - campagna di Russia - Napoleone chiese la pace all'Inghilterra: egli poteva allora ritenersi soddisfatto, poiché aveva sconfitto sia la Quarta che la Quinta coalizione.

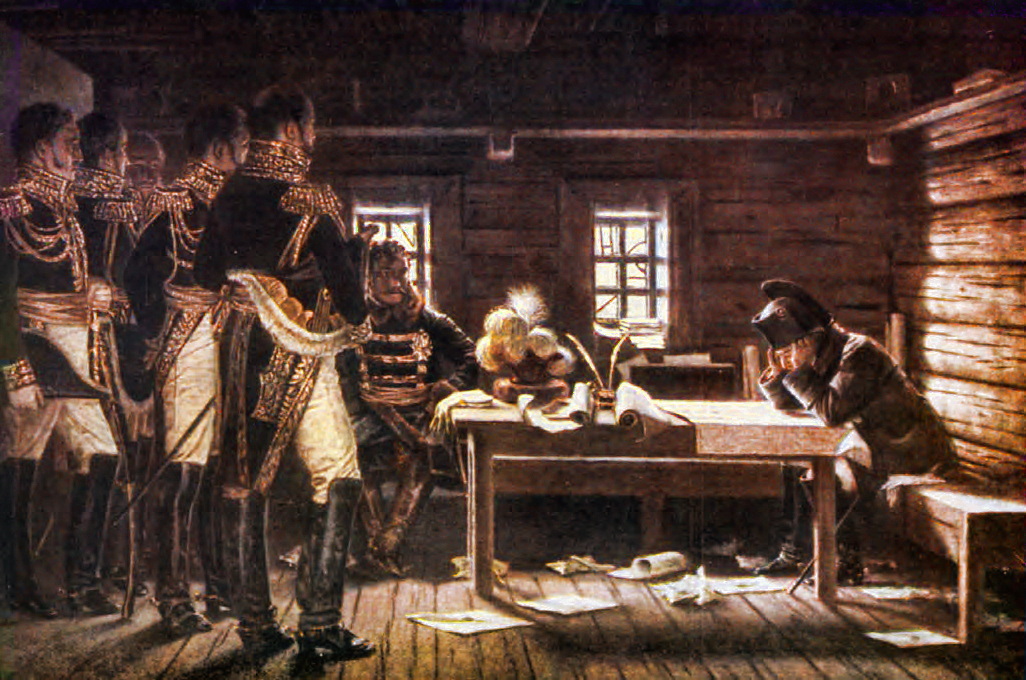
Napoleone con i suoi generali durante la disastrosa ritirata. Il gelo fu determinante nella sconfitta della Grande Armée in Russia

Quel che chiedeva agli inglesi era di abbandonare la Sicilia (che sarebbe rimasta su volontà di Bonaparte ai Borbone), il Portogallo e la ribellione in Spagna; i francesi a loro volta avrebbero deposto le armi nei medesimi paesi (Parigi, 17 aprile 1812). La risposta di Lord Castlereagh fu che la Gran Bretagna non avrebbe tollerato alcuna corona in mano alla famiglia dei Bonaparte. La trattativa di pace quindi saltò. La Sicilia continuò ad essere occupata dagli inglesi.
(Napoleone Bonaparte.)

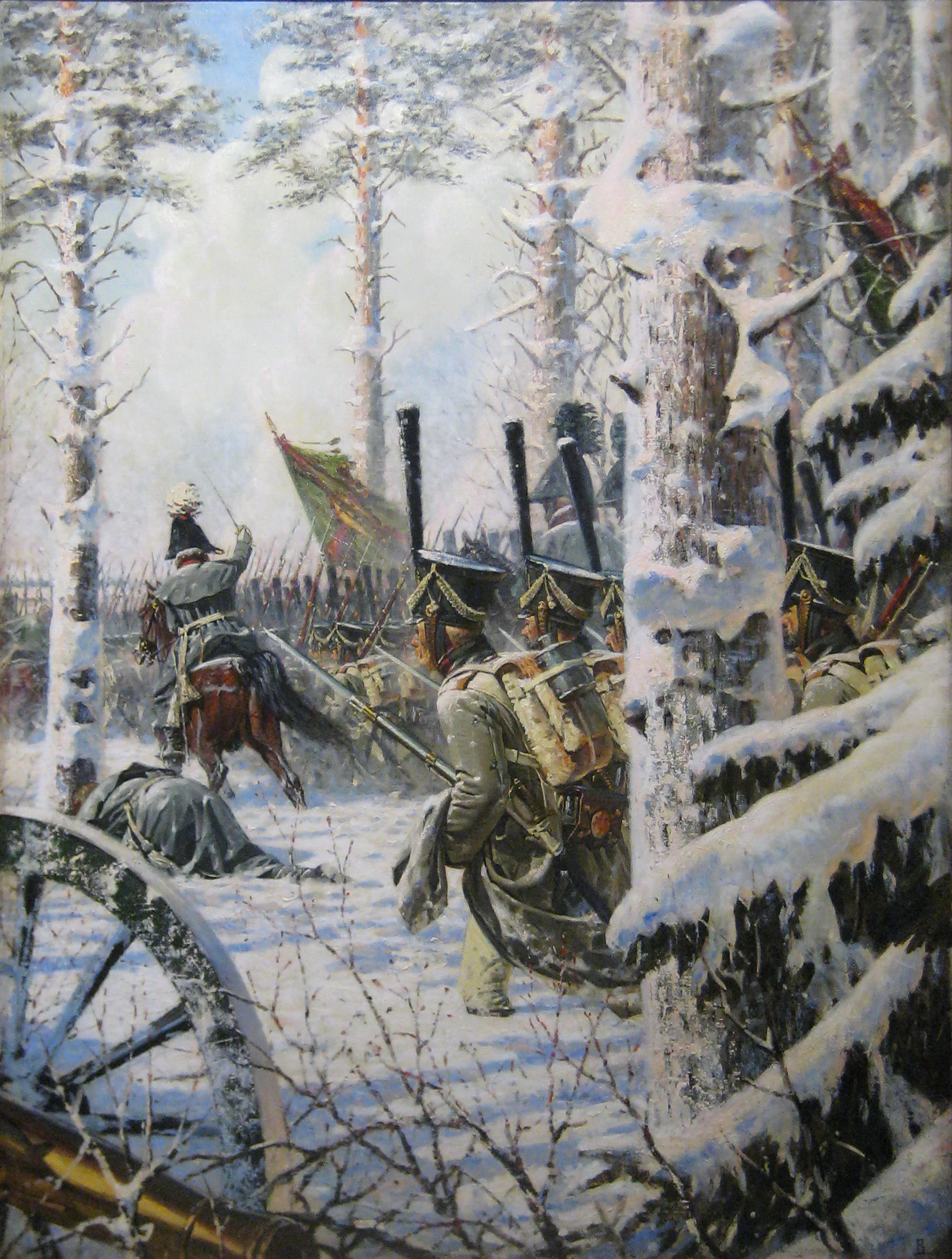
Napoleone guida i suoi uomini in uno degli ultimi attacchi in terra russa

Gli abitanti della città di Siracusa erano esenti dall'arruolamento forzato effettuato dagli inglesi direttamente nel territorio provinciale: gli inglesi potevano reclutare persino i soldati e gli ufficiali regi di Sicilia, ed ebbero pieni poteri sui nativi in alcune zone da essi occupate, le quali includevano anche i centri abitati intorno al capoluogo aretuseo fino a Capo Passero, che segnava la linea di demarcazione entro la quale il generale di brigata John Stuart disponeva della totale libertà militare a terra (i pieni poteri sulla marina erano invece di Sir Cuthbert Collingwood). L'erudito Saverio Landolina osservò che la partenza forzata di tanti giovani siciliani per la guerra sul continente avvelenava l'aria dell'isola.. Ciononostante, vi erano anche dei siciliani che potevano scegliere autonomamente a quali battaglioni aderire; diversi di loro scelsero di servire la Francia di Napoleone, piuttosto che la corona borbonica o la causa inglese.

### La Sicilia come protettorato inglese

#### Lo scozzese Gould Francis Leckie
Mentre si svolgeva la campagna di conquista napoleonica nelle lontane terre russe e germaniche, in Sicilia la relazione con l'Inghilterra prese a mutare: da momentanea e semplice occupazione militare, si incominciò a parlare da più parti di una possibile permanenza definitiva degli inglesi sull'isola mediterranea.
Nel settembre del 1810 il cognato di Bonaparte, Gioacchino Murat, che era divenuto re di Napoli al posto di Giuseppe Bonaparte (insignito da Napoleone della corona di Spagna), tentò - senza avere l'autorizzazione dell'imperatore dei francesi - lo sbarco in Sicilia. Esso fallì, ma allarmò molto gli inglesi, i quali, come misura precauzionale, aumentarono gli uomini a Siracusa e Augusta; convinti che il prossimo assalto di Murat sarebbe stato rivolto contro una di queste due terre di mare. Il contatto culturale tra i nativi e gli occupanti quindi crebbe, e con il maturare delle tensioni politiche in tutta l'isola, la questione siciliana, ovvero la sua sorte quando la lunga guerra sarebbe finalmente giunta al termine, toccò le corde del governo inglese grazie soprattutto alla diffusione di un libro, Historical survey of the foreign affairs of Great Britain, scritto e pubblicato a Londra nel 1808 (e ripubblicato nel 1810) da un militare e proprietario terriero scozzese di nome Gould Francis Leckie, il quale aveva vissuto dal 1801 al 1807 nel feudo aretuseo di Tremilia, che egli aveva preso in locazione, per enfiteusi.

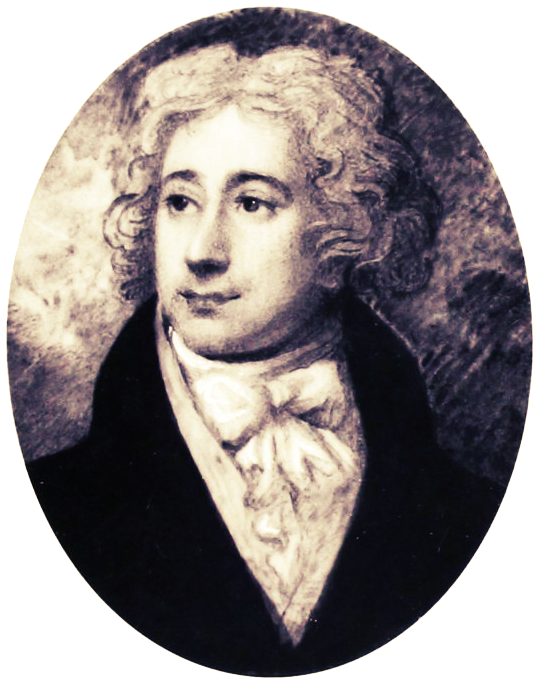
Gould Francis Leckie, che visse a Siracusa nel tempo dell'impero napoleonico e insistette affinché la Gran Bretagna divenisse un tutt'uno con la Sicilia

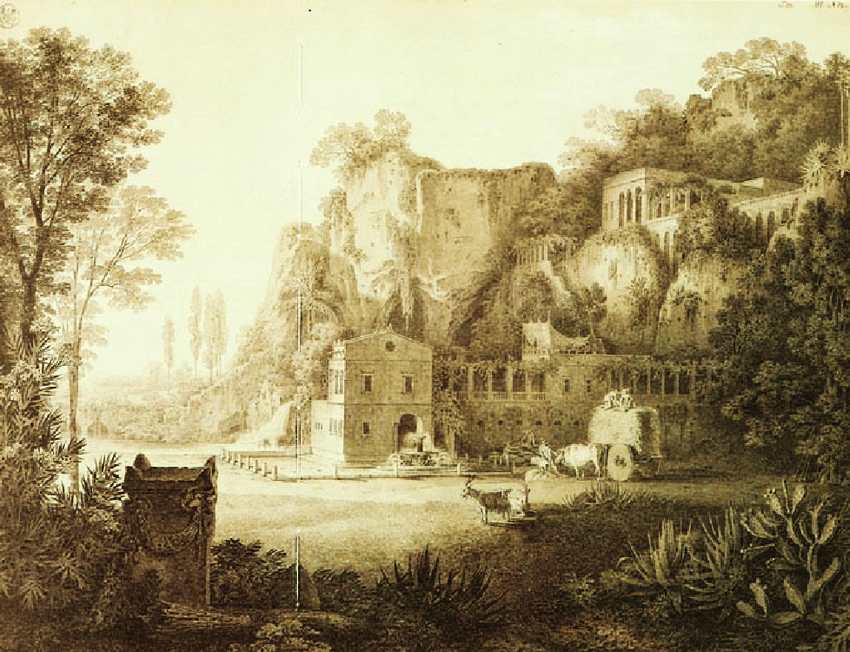
Landhaus bei Syrakus (Casa di campagna vicino a Siracusa) di Karl Friedrich Schinkel: l'artista tedesco incise la villa di Gould Francis Leckie a Tremilia

Lo scozzese desiderava trapiantare nel siracusano, partendo dal suo terreno, il modello agrario anglosassone. Leckie strinse molto i rapporti con i siracusani, a tal punto che chiese di entrare a far parte della «mastra nobile» (organo governativo) della città, la qual cosa non gli fu concessa, poiché i nobili locali guardavano con sospetto la sua ingerenza nella politica aretusea.
Gould Francis Leckie riuscì a divenire una vera e propria «eminenza grigia» tra i militari inglesi nell'isola; ospitando anche i soldati statunitensi, all'epoca presenti in città (l'ufficiale americano Stephen Decatur definì la villa di Tremilia «idilliaca», con quella vista che dava sulla baia siracusana), esprimendo più volte il suo pensiero rivolto a creare un protettorato inglese sulla Sicilia agli alti comandi della Gran Bretagna. Venne nominato agente consolare onorario del Regno Unito per la città di Siracusa.
Al suo testo (in gran parte elaborato quando ancora egli risiedeva nella sua villa siracusana) si attribuisce il salto di livello compiuto dagli inglesi riguardo all'interesse sullo stato governativo dell'isola. Inghilterra e Francia si erano dichiarate una «Ideological war» (guerra di ideologie), oltre che una guerra fisica, nella quale i conservatori inglesi si scontravano con i rivoluzionari francesi. Leckie suggerì apertamente al governo della sua nazione di combattere Napoleone, approfittandosi della Sicilia, non con le armi ma con la politica: far partire dai siciliani un movimento contro-rivoluzionario; diffonderlo in Italia e minare la stabilità di quel Codice napoleonico che il suo fondatore andava imponendo ai paesi conquistati.

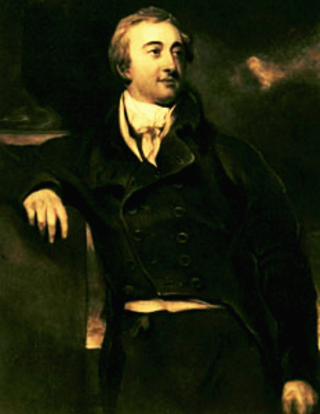
Lord William Bentinck, giunse in Sicilia sentenziando alla corte borbonica: «costituzione o rivoluzione». Fece di persona una campagna elettorale nel 1813 a favore dell'Inghilterra tra i siciliani

Per fare ciò era però necessario una vera riforma nel parlamento siciliano: andava creata una costituzione siciliana che, per Leckie, non doveva essere solamente basata sul modello della costituzione del Regno Unito ma doveva direttamente essere redatta dagli inglesi e fatta severamente osservare ai nativi (Leckie non nutriva alcuna fiducia nell'amministrazione siciliana, che egli definiva perversa). Lo scozzese elaborò allora per i suoi compatrioti quella che venne chiamata «strategia insulare» volta a creare un «impero britannico delle isole», con il quale sconfiggere l'espansione francese: la Gran Bretagna possedeva già l'isola di Malta e le isole Ioniche (aveva inoltre strategicamente posseduto sia la Corsica sia l'isola d'Elba); l'isola di Sicilia, vero centro del Mediterraneo, sosteneva Leckie, al momento occupata militarmente, doveva entrare a far parte stabilmente dei possedimenti britannici.
Dopo varie discussioni costituzionali, giunse quindi nell'estate del 1811 Lord William Bentinck: comandante in capo delle forze britanniche di Sicilia, generale di brigata nell'esercito di Arthur Wellesley, I duca di Wellington e ministro plenipotenziario alla corte dei Borbone a Palermo. Bentinck, inizialmente, sposò solo in parte il pensiero di Leckie: riteneva necessaria una costituzione, ma voleva che essa fosse redatta dai siciliani e non dagli inglesi. Non parlava inoltre, a quel tempo, di annessione dell'isola alla Gran Bretagna, ma giungerà infine, per compiere gli obiettivi che l'Inghilterra si era prefissata con la Sicilia, a sacrificare l'attuale re e l'attuale regina di questo Regno.

### I contrasti tra i Borbone e gli inglesi
Il soggiorno forzato dei sovrani sull'isola rappresentò, in parte, un'occasione di avvicinamento tra gli abitanti di Sicilia e i loro quasi sconosciuti sovrani, ma questo rapporto venne pesantemente segnato dalla presenza inglese: la città occupata di Siracusa rappresentò, ad esempio, uno dei principali motivi di spaccatura tra la corte siciliana e il governo inglese: fin da quando Cuthbert Collingwood sottraette, di fatto, la parte orientale dell'isola al controllo dei Borbone, questi capirono che l'Inghilterra era per loro una pericolosa potenza protettrice.
In special modo fu la regina Maria Carolina d'Austria - un tempo benevola con l'alleato d'oltremànica - la più risentita dal nuovo atteggiamento. Lord William Bentinck entrò in forte conflitto con l'Asburgo-Lorena, perché vedeva in essa l'ostacolo principale per la politica inglese da attuare nell'isola.
La regina non si rassegnava allo strapotere che la Gran Bretagna aveva sul suo Regno: Ferdinando IV appariva indifferente alle mosse degli inglesi, ma non Maria Carolina. La Sicilia era militarmente divisa in due: nella parte occidentale vi erano i soldati napoletani: Palermo, Termini, Corleone, Carini; mentre in quella orientale comandava l'esercito inglese: Messina, Milazzo, Augusta, Siracusa.  La famiglia reale si vide dimezzata i poteri della propria corona e questo indisponeva enormemente la consorte di Ferdinando.
La posizione della regina precipitò quando Napoleone Bonaparte strinse un forte legame di parentela con lei: andando a sposare nel 1810 la figlia dell'imperatore austriaco Maria Luisa d'Asburgo-Lorena, ovvero la nipote di Maria Carolina d'Austria e Ferdinando IV di Borbone (nata dalla loro primogenita Maria Teresa Borbone di Napoli e Sicilia).
Maria Carolina venne accusata finanche del tentato sbarco in Sicilia da parte di Gioacchino Murat (re di Napoli, nonché cognato di Napoleone Bonaparte): sostennero gli inglesi che essa fosse d'accordo con Napoleone, per fare invadere il Regno dai francesi e consegnare al nuovo nipote la corona siciliana: si disse anche che Napoleone boicottò Murat perché non voleva più attaccare i sudditi della sua parente. Nonostante prima del 1810 i rapporti tra la sovrana siciliana e l'imperatore dei francesi non fossero affatto buoni (Maria Carolina, parlando del nuovo nipote acquisito, ovvero di Napoleone, asserì di doversi rassegnare a divenire la «nonna del diavolo»).
Oltre ciò, il grande timore dell'Inghilterra consisteva nel fatto che i siciliani, stanchi dei due sovrani, visti come tiranni, dichiarassero la Repubblica e si dessero in mano ai francesi. Lord William Bentinck valutò quindi come necessario l'allontanamento forzato della regina e l'abdicazione al trono di Ferdinando.
In tale contesto va segnalata l'opera svolta dal siracusano Tommaso Gargallo, il quale fu al centro di una «clamorosa proibizione» imposta a un suo sonetto che criticava la sottomissione dei suoi sovrani agli inglesi; paragonando la monarchia a un impiccato la cui corda era in mano alla Gran Bretagna. Gargallo fu immediatamente raggiunto da un emissario della corte napoletana, il quale gli impose di ritirare le copie del sonetto incriminato, ed evitare di scontentare con quelle parole il re e gli inglesi (la proibizione però rese ancor più facile la diffusione del sonetto).
Maria Carolina d'Austria, che aveva la fama di essere una tiranna e una donna senza scrupoli (suoi furono gli ordini con i quali si autorizzò il massacro dei repubblicani napoletani nel 1799, attuato con la connivenza di Horatio Nelson), finì per essere accusata da Lord William Bentinck di «connivenza con il nemico» e nel 1813, dopo forti pressioni inglesi, scelse la via dell'esilio in Austria. Ella morì appena un anno dopo la sua partenza dalla Sicilia.
Nel frattempo re Ferdinando, che Bentinck aveva costretto all'abdicazione (ufficialmente Ferdinando si era detto malato e quindi costretto dalla salute a ritirarsi) per portare a termine la costituzione siciliana nel 1812, dando i poteri dell'alter ego al figlio del sovrano Francesco I, aveva intrapreso una relazione amorosa con la nobile siciliana Lucia Migliaccio, 12ª duchessa di Floridia e principessa di Partanna (titolo derivatole dalle prime nozze con il principe Grifeo, del quale rimase vedova): i due si sposarono nel novembre del 1814, in gran segreto, a Palermo, appena due mesi dopo la morte di Maria Carolina, con la forte contrarietà di Francesco I (il quale dava adito a tutte le accuse di libertinaggio che circolavano sulla siracusana), che non accettò mai l'ingresso di Lucia nella famiglia reale. Il loro fu un matrimonio morganatico (ovvero non le fu concesso il diritto del trono).

### L'evoluzione dei rapporti con la Gran Bretagna
Bentinck nel frattempo espresse la volontà di diffondere tra i siciliani i principi costituzionali da poco adottati, anche se, come sottolineato da numerosi storici «si credette allora di scorgere in lui atti e parole di senso un po' arcano, un po' equivoco, tale da ingenerare il sospetto di mire più ambiziose e recondite dell'Inghilterra sulla Sicilia».

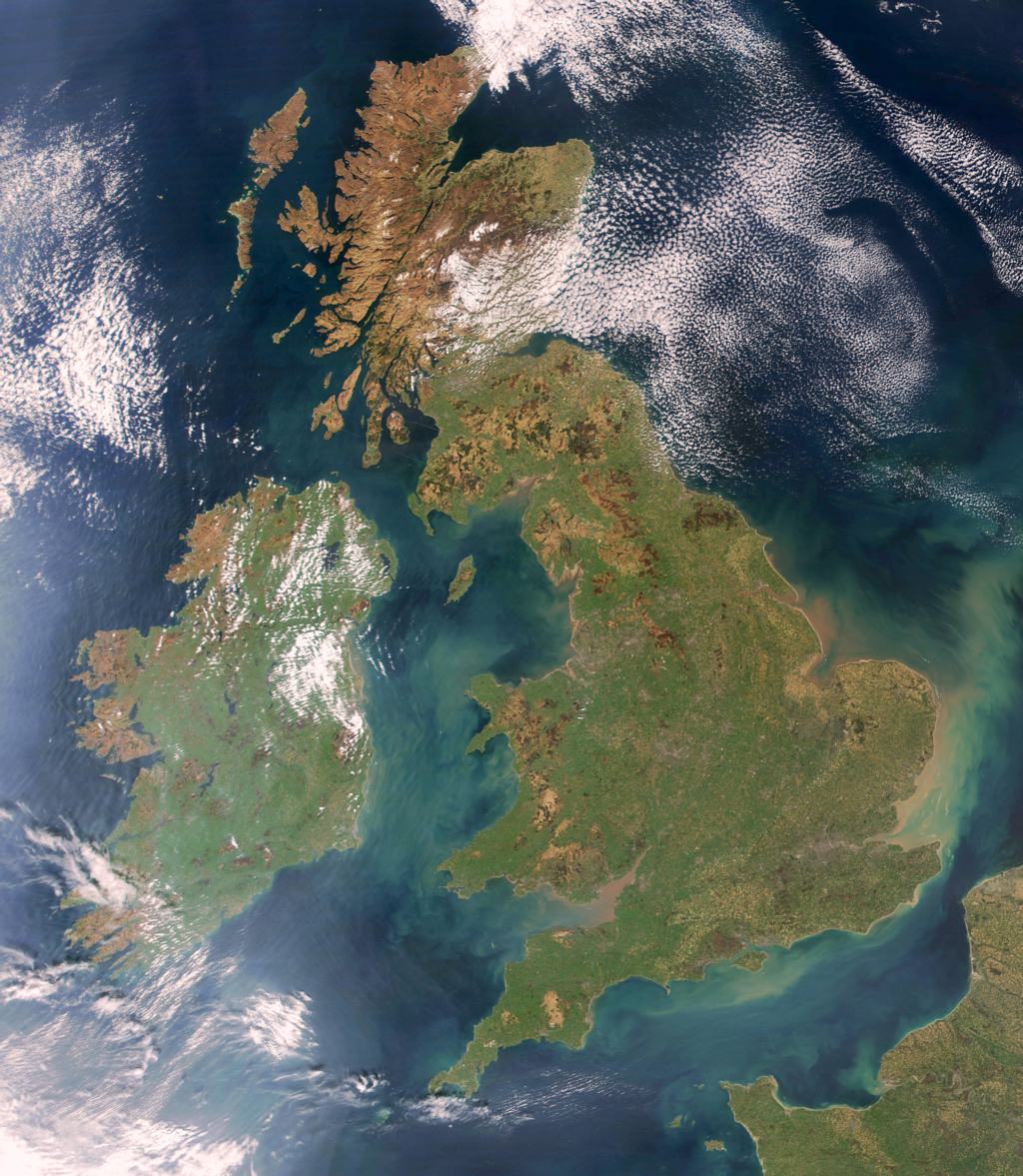
L'Inghilterra, la Scozia e l'Irlanda viste da satellite. Il militare Charles Pasley voleva la Sicilia annessa al Regno Unito: egli la riteneva la «seconda isola più bella al mondo», (prima la britannica Irlanda)

Bentinck in quei tempi era visto come un «dittatore» (per via dell'esilio della regina e dell'allontanamento del re dagli affari siciliani). Forte era il sospetto che il suo «petit voyage» (come lo chiama Aceto; tra i più accesi costituzionalisti del 1812) avesse non come scopo l'incitamento alla libertà dell'isola, ma piuttosto il preparare il popolo a un'eventuale necessaria annessione della loro terra alla nazione d'oltremanica che la proteggeva. Sospetti che sfociarono nello scandalo quando il principe ereditario rese pubblica una lettera che il Lord gli aveva spedito mentre si accingeva a giungere nel siracusano (il 3 dicembre 1813), dove suggeriva a Francesco I di rinunciare alla Sicilia; di cederla all'Inghilterra e di ottenere in cambio una compensazione in denaro.
Giunta al governo di Londra, la lettera richiese la smentita ufficiale di Lord Castlereagh, il quale dovette rassicurare Francesco I che gli inglesi non erano lì per conquistare l'isola. Tuttavia Bentinck non fu richiamato, come invece avrebbero desiderato i Borbone - profondamente turbati dall'evolversi della situazione -, ed egli, pur specificando al principe ereditario, in maniera poco convincente, che quelle parole facevano solo parte di un suo «sogno filosofico», poté ribadire chiaramente a Lord Castlereagh, il 6 febbraio 1814, che i britannici avevano l'opportunità di far divenire la Sicilia «la più splendida gemma della corona d'Inghilterra»; essa sarebbe venuta subito dopo l'Irlanda (il cui Atto di Unione era ancora vivido, essendo avvenuto nel 1800). Né queste furono parole pronunciate unicamente da Lord William Bentinck, poiché, già prima di lui, altre illustri figure inglesi spedite da Londra sull'isola avevano espresso il medesimo concetto, auspicando l'annessione: va ricordato in tal senso l'ingegnere militare Charles Pasley, che con il suo scritto An Essay on the Military Policy and Institutions of the British Empire (il primo nel suo genere sulla geopolitica, nel quale si diceva, a chiare lettere, che l'Inghilterra doveva annettere al Regno Unito la Sicilia) fu insieme allo scozzese Leckie il promotore più influente riguardo al possibile futuro di una Sicilia unita alle isole britanniche.
Allo stesso periodo interventista siciliano appartengono anche il generale John Moore (all'epoca comandante in seconda) e Lord Amherst (William Pitt Amherst); che fu l'imminente predecessore di Bentinck e colui che richiese più poteri per gli inglesi nel governo dell'isola (quei poteri consentirono a Bentinck di esiliare la regina ed estromettere il re): Moore, in particolare, anch'egli scozzese, durante il suo mandato fu ospite di Gould Francis Leckie (e passò diverso tempo pure con Collingwood), il quale gli fece visitare la città e poi lo portò nella sua casa di Tremilia. Moore valutò le fortificazioni siracusane (restaurate dagli inglesi) sicure, ma desiderava ancora più protezione.
Il militare scozzese riteneva l'annessione della Sicilia alla Gran Bretagna l'unico modo per conquistare il cuore del popolo siciliano, che in quel momento vedeva gli inglesi solamente come una forza belligerante sul proprio suolo. Moore incolpava la corte dei Borbone per i soprusi e le condizioni misere nelle quali trovò gli abitanti di Sicilia. Moore, a causa delle proprie idee rivoluzionarie,  finì per litigare con gli altri emissari inglesi e sia lui sia il connazionale Leckie dovettero lasciare l'isola (Leckie per essere entrato pubblicamente in contrasto con la corte borbonica).
La costituzione siciliana (che poté vedere la luce solo grazie alla costante supervisione armata dei britannici) era stata basata, così come i tanti discorsi annessionistici, sull'antico legame medievale che univa inglesi e siciliani, ovvero il tempo dei Normanni (sia la Sicilia che l'Inghilterra erano state infatti conquistate da essi durante l'era dei vichinghi); si poteva quindi ritornare a quell'antica unione in nome dei nuovi acquisiti diritti siciliani. Tuttavia gli eventi susseguitisi non lo consentirono.

### La fine della guerra
Sia l'ambasciatore russo Dimitrij Pavlovič Tatiščev che il membro della famiglia reale francese, il duca d'Orléans Luigi Filippo, misero più volte in guardia i Borbone, sostenendo fermamente che gli inglesi, e in particolare il militare e plenipotenziario Lord William Bentinck, stessero tramando un piano occulto per impossessarsi della Sicilia, ma prima che questi presunti disegni potessero in qualche modo attuarsi, avvenne la caduta di Napoleone, che sconvolse ogni cosa: il generale firmò il 14 aprile 1814 il cosiddetto trattato di Fontainebleau, con il quale, per ottenere la pace e la fine della guerra, abdicava e si consegnava agli inglesi, che lo esiliarono all'isola d'Elba.
(Archivio storico per la Sicilia orientale, vol. 21-22, 1925, p. 5.)

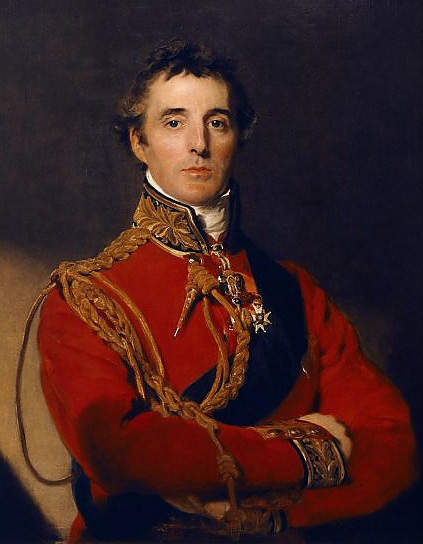
L'irlandese Arthur Wellesley, I duca di Wellington, comandante delle forze alleate che sconfissero definitivamente Napoleone a Waterloo. Al congresso di Vienna aveva rassicurato i siciliani sulla sopravvivenza della loro nuova costituzione

Se Napoleone non avesse rinunciato al suo trono imperiale, sostengono diverse fonti, la Gran Bretagna avrebbe compiuto il passo decisivo per l'annessione della Sicilia. Ma con il nuovo scenario, per raggiungere l'accordo di pace, era assolutamente necessario che essa rinunciasse alle sue mire ambiziose, poiché la Francia «non avrebbe mai accettato di lasciare l'isola agli inglesi».
Napoleone decise di fuggire dall'Elba e rientrare a Parigi. I suoi nemici si riunirono allora, ancora una volta, in una nuova alleanza: la Settima coalizione. Dopo il periodo de les Cent Jours, l'esercito di Napoleone Bonaparte combatté la sua ultima battaglia a Waterloo, dalla quale uscì sconfitto il 18 giugno 1815. Gli inglesi divennero molto più severi con Napoleone e lo esiliarono lontanissimo dall'Europa, sull'isola di Sant'Elena, dove voleva confinarlo, fin da principio, il suo influente ex-ministro Talleyrand; un territorio britannico d'oltremare situato nell'oceano Atlantico meridionale (Napoleone morirà a Sant'Elena nell'anno 1821).

## La sorte della Sicilia al Congresso di Vienna
Dopo le guerre napoleoniche niente poteva più ritornare come prima, nonostante l'Inghilterra - e soprattutto Lord Castlereagh - si ostinasse a ripetere come un mantra che bisognava restaurare "l'antico territorio, l'antica dinastia"; ciò significava portare nuovamente in auge l'antico regime; proposito che sarà poi fatto severamente osservare dall'Austria, dalla Prussia e dalla Russia (le quali formeranno insieme la Santa Alleanza, volta a mantenere sotto la loro influenza il nuovo assetto politico dell'Europa).
Per quel che concerne la Sicilia, durante il Congresso di Vienna gli inglesi acconsentirono alla soppressione di quella costituzione nata proprio per il loro volere e la loro insistenza. I siciliani, che avevano assaporato il possibile cambiamento, protestarono, ma lo fecero inutilmente. Lord Castlereagh si mostrò indifferente ai biasimi dei suoi ex-alleati di guerra e sentenziò: «non abbiamo noi la massima di Bonaparte, che voleva indossare il suo codice alle più disparate nazioni? Della falsità di questo principio abbiamo ora recente esperienza in Sicilia. La nostra costituzione non poté prendere in quel paese». Il Lord, inoltre, specificò: «la necessità costituì il diritto, e col cessare di questa necessità cessò pure ogni pretesa disposizione a intervenire».

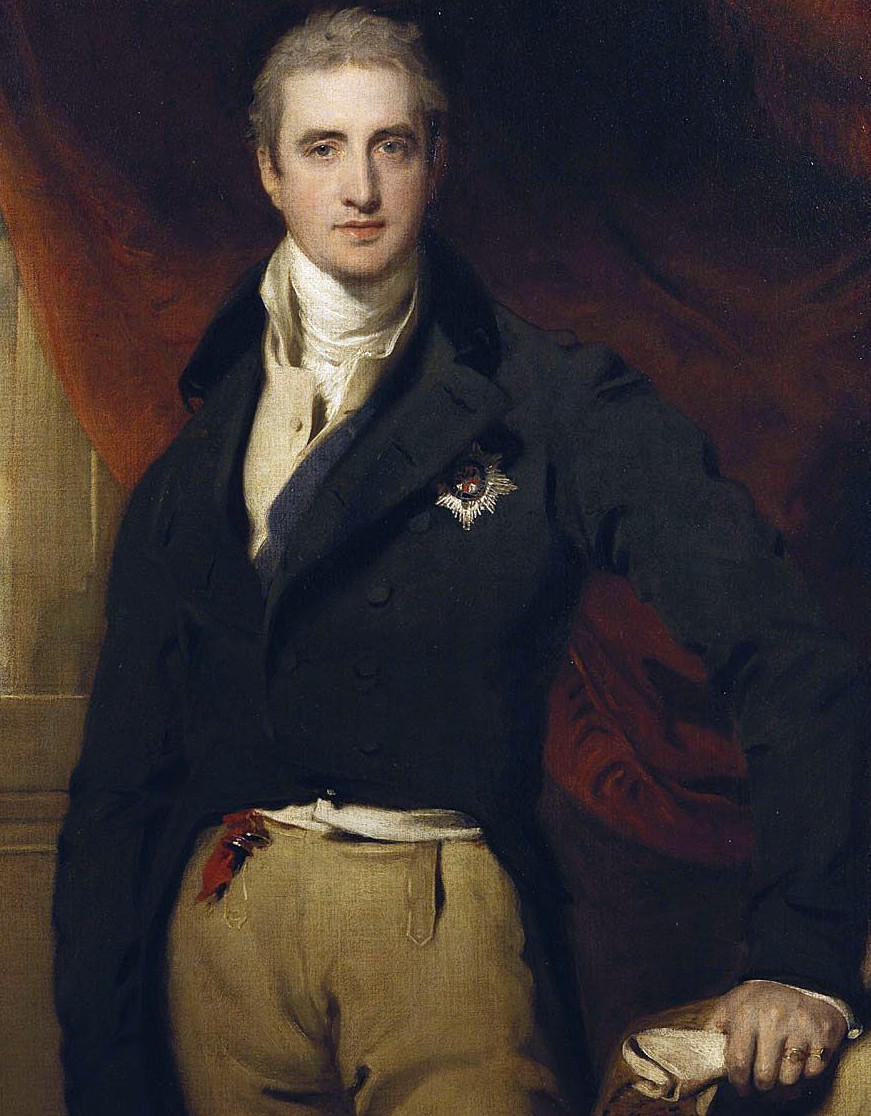
Robert Stewart (alias Lord Castlereagh) ritratto nel 1817. Egli fu uno dei protagonisti indiscussi del congresso di Vienna

Lord Castlereagh, però, ammonì Ferdinando IV di Borbone (prossimo alla restaurazione), avvertendolo: gli inglesi si sarebbero sentiti in dovere di tornare sull'isola se la monarchia borbonica avesse calpestato pesantemente i diritti dei siciliani e perseguitato coloro che, per necessità, avevano fatto parte del progetto costituzionale del 1812.
Lord William Bentinck (il quale non era d'accordo con la soppressione della costituzione) affermò, adirato con Lord Castlereagh, che «giammai vi fu una repressione più totale di questa su tutti i diritti; né si poteva trovare negli annali di alcun paese un cumulo maggiore d'ingiustizie, d'oppressioni e di crudeltà» di quelle patite dai siciliani.
Ciononostante, il ritorno dei Borbone sul trono di Napoli, non fu caldamente voluto dalla Gran Bretagna o dall'Austria (che avevano stretto entrambe il patto con Murat proprio per evitare che i Borbone di Francia e di Spagna potessero tornare a unirsi con i siciliani, e che avevano appositamente tenuto in una posizione estremamente debole i Borbone sull'isola), ma fu piuttosto attuata da Talleyrand, che aveva fatto passare come inaccettabile agli occhi dell'Europa il mantenere sul trono un uomo che era stato un fedelissimo, oltre che parente, di Napoleone (Talleyrand stava preparando il ritorno dei Borbone sul trono di Francia e aveva tutto l'interesse a restaurarli anche nell'Italia meridionale).
Per quanto riguarda invece l'Ordine dei cavalieri dell'isola di Malta, che aveva condiviso con la Sicilia la sua intera esistenza, esso non poté più rinascere: gli inglesi mantennero con il trattato di Parigi (30 maggio 1814) il possesso dell'arcipelago maltese; anche la Francia, che con la pace di Amiens ancora considerava Malta appartenente all'Ordine, si rassegnò alla cessione a Sua Maestà Britannica (stessa cosa fece la Russia). In un primo momento i cavalieri tentarono di resistere e stabilirono la propria sede dalla Russia alla città siciliana di Catania (la quale durante le guerre napoleoniche non era stata occupata dagli inglesi), ma quando si resero conto che non vi era più nulla da fare per recuperare l'antica loro sede all'Impero britannico, essi, nel 1834, si stabilirono a Roma (qui l'Ordine, che mantenne l'appellativo di Malta, si trasformò: non dovendo più difendere alcun Regno nelle guerre religiose, i suoi membri assunsero carattere puramente assistenziale e ospedaliero).

## Nascita del Regno delle Due Sicilie
Con il trattato di Casalanza (20 maggio 1815) Murat rinunciava forzatamente al Regno di Napoli, che veniva riconsegnato dagli alleati a re Ferdinando; costui sopprimeva un anno dopo la corona del Regno di Sicilia e la univa a quella napoletana: nel dicembre del 1816 veniva così formato il Regno delle Due Sicilie e il Borbone mutava il proprio titolo in Ferdinando I delle Due Sicilie. I siciliani, già delusi per il ritorno alla monarchia assoluta, non accettarono l'unione e ben presto insorsero:
Il Congresso di Vienna aveva lasciato scontenti e insoddisfatti i popoli europei del periodo post-rivoluzionario francese. La scintilla in Europa partì dalla Spagna nel 1820 (moti del 1820-1821): questa, ribellandosi al proprio regime assolutistico, ottenne una costituzione, la qual cosa risvegliò anche nei siciliani il desiderio di ritornare al governo costituzionale del 1812, che si era formato nella loro isola durante l'occupazione inglese. In Sicilia, però, il moto rivoluzionario assunse diverse connotazioni, tutte contrastanti tra loro: vi era infatti chi, oltre la costituzione, desiderava ottenere l'indipendenza dell'isola, chi si accontentava di far parte di un Regno costituzionale (essendosi pure i napoletani rivoltati per ottenere una costituzione unitaria) e chi infine rimaneva fedele al re e al suo volere.
Il nuovo Regno duo-siciliano conobbe quindi fin da subito agitazioni sociali e ribellioni: le prime, tuttavia, riguardarono solo una parte della Sicilia, quella occidentale, e in special modo la capitale Palermo, mentre la parte orientale dell'isola rimase quasi del tutto silente e quieta. Quei primi moti vennero sedati dalle truppe dell'Impero austriaco, mandate su ordine del re Ferdinando a seguito del Congresso di Lubiana nel 1821. La situazione siciliana mutò decisamente d'aspetto con l'insorgere dell'epidemia di colera degli anni '30 e dei suoi effetti sulla politica borbonica: stavolta la scintilla partì dalla Sicilia orientale; da Siracusa, la cui ribellione servì a riaccendere i mai del tutto sopiti disegni rivoluzionari di quei siciliani più determinati a far cessare l'unione delle due corone borboniche: ciò avrebbe portato alla nota rivoluzione siciliana del 1848.

### Moti del 1820: Palermo insorge
La soppressione della costituzione siciliana del 1812 fece nascere nell'isola un movimento di protesta e il 15 giugno del 1820 gli indipendentisti palermitani insorsero (nelle mani degli insorti caddero circa 14.000 fucili dell'arsenale di Palermo). Il principe Francesco I di Borbone, duca di Calabria, figlio primogenito del re Ferdinando I delle Due Sicilie e dal 1817 Luogotenente generale di Sicilia, il 27 giugno fu costretto a lasciare la capitale siciliana per rifugiarsi a Napoli.

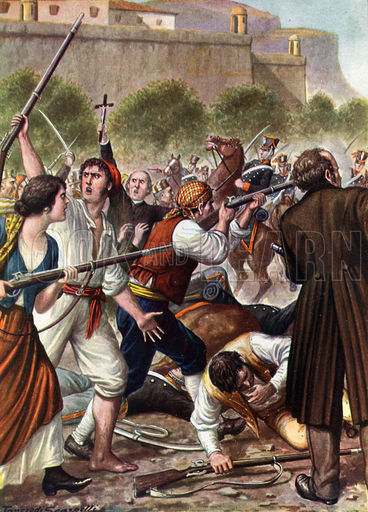
L'insurrezione di Palermo nel 1820

Venne quindi istituito un governo a Palermo (23 giugno), guidato dal principe Giovanni Luigi Moncada e da Giuseppe Alliata di Villafranca, che ripristinò la costituzione ereditata dai britannici.
A Palermo, e nella sua provincia, i napoletani costituzionalisti non avevano avuto alcun seguito degno di nota, poiché la ex-capitale del Regno di Sicilia fremeva affinché le fossero restituiti i privilegi e i poteri esecutivi che aveva mantenuto fino all'unione forzata con la capitale regia continentale. Essi affidarono al nobile siracusano Gaetano Abela (militare di professione, uno degli ultimi ad aver vestito la divisa di cavaliere di Malta e tra i primi separatisti della storia moderna siciliana) il compito di far sollevare a favore dell'indipendenza il Val di Noto, mentre altri due comandanti di guerriglia avevano il compito di far sollevare il Val di Mazara e il Val Demone. Abela era quindi diretto contro la sua stessa patria, Siracusa, che in quel momento risultava serena e non turbata dalle varie fazioni politiche pro-indipendenza o pro-costituzione, poiché il suo popolo, come molti altri popoli siciliani all'epoca, non voleva immischiarsi nei pubblici affari. Il tentativo di Abela venne stroncato dalla sua stessa milizia palermitana, la quale, troppo sediziosa e indisciplinata, gli si rivoltò contro, disarmandolo, saccheggiando l'equipaggiamento bellico e interrompendo così la sua marcia verso la Sicilia sud-orientale (Abela fu infine condannato a morte, la cui sentenza venne eseguita pubblicamente in Palermo dalle autorità borboniche).
Il 23 luglio venne inviata una delegazione alla corte di Napoli per chiedere ufficialmente il ripristino del Regno di Sicilia, rimanendo pur tuttavia sempre sotto la monarchia borbonica, e sancire definitivamente il ritorno costituzionale. Il re Ferdinando rifiutò e il 30 agosto inviò un esercito (circa 6.500 soldati i quali si aggiunsero agli altrettanti di guarnigione alla cittadella di Messina) agli ordini del generale Florestano Pepe che, dopo alcuni scontri, il 22 settembre a Termini Imerese stipulò un accordo con il governo siciliano con il quale si rimetteva la decisione finale di istituire un parlamento siciliano ai rappresentanti dei comuni che stavano per essere eletti.
La cosiddetta «Convenzione di Termini» fu ratificata il 5 ottobre anche dalle maestranze di Palermo, ma il neo parlamento napoletano, o parlamento delle Due Sicilie, con sede a Napoli, la rifiutò e il 14 ottobre richiamò Pepe dall'isola e inviò al suo posto il generale Pietro Colletta che, per soffocare del tutto i moti indipendentisti, riconquistò la Sicilia ribellatasi, ponendo in atto lotte sanguinose e ristabilendo in essa, il 7 novembre 1820, il volere del governo centrale napoletano.
L'isola, nuovamente sottomessa ai Borbone della corte di Napoli, si vide inviare inoltre da Vienna dei contingenti militari austriaci, con la complicità di Ferdinando, che nel frattempo aveva fatto abolire la costituzione anche nella parte continentale del suo regno. Questi soldati vennero posti sotto il comando del generale tedesco Ludwig von Wallmoden-Gimborn, con il compito di mantenere l'ordine monarchico assolutistico.

### Moti del 1837: Siracusa e Catania si ribellano
Nell'estate del '37 Siracusa divenne insieme a Palermo, Agrigento e Trapani, uno dei luoghi più colpiti dall'epidemia del colera. Nella città aretusea, però, avvenne in aggiunta qualcosa di ancor più sinistro che rese la situazione insostenibile: il popolo, già preso dal panico per l'alta mortalità del morbo, fu indotto a credere che tale calamità fosse giunta fino a loro per opera di misteriosi avvelenatori; e non avvelenatori qualsiasi, bensì uomini fidati del re: dei suoi emissari. In sostanza, si diceva con forza per le strade siracusane, il colera era stato mandato ad avvelenare il popolo siciliano su ordine del governo del nuovo re Ferdinando II delle Due Sicilie, adirato con i siciliani perché questi volevano la propria indipendenza da Napoli.

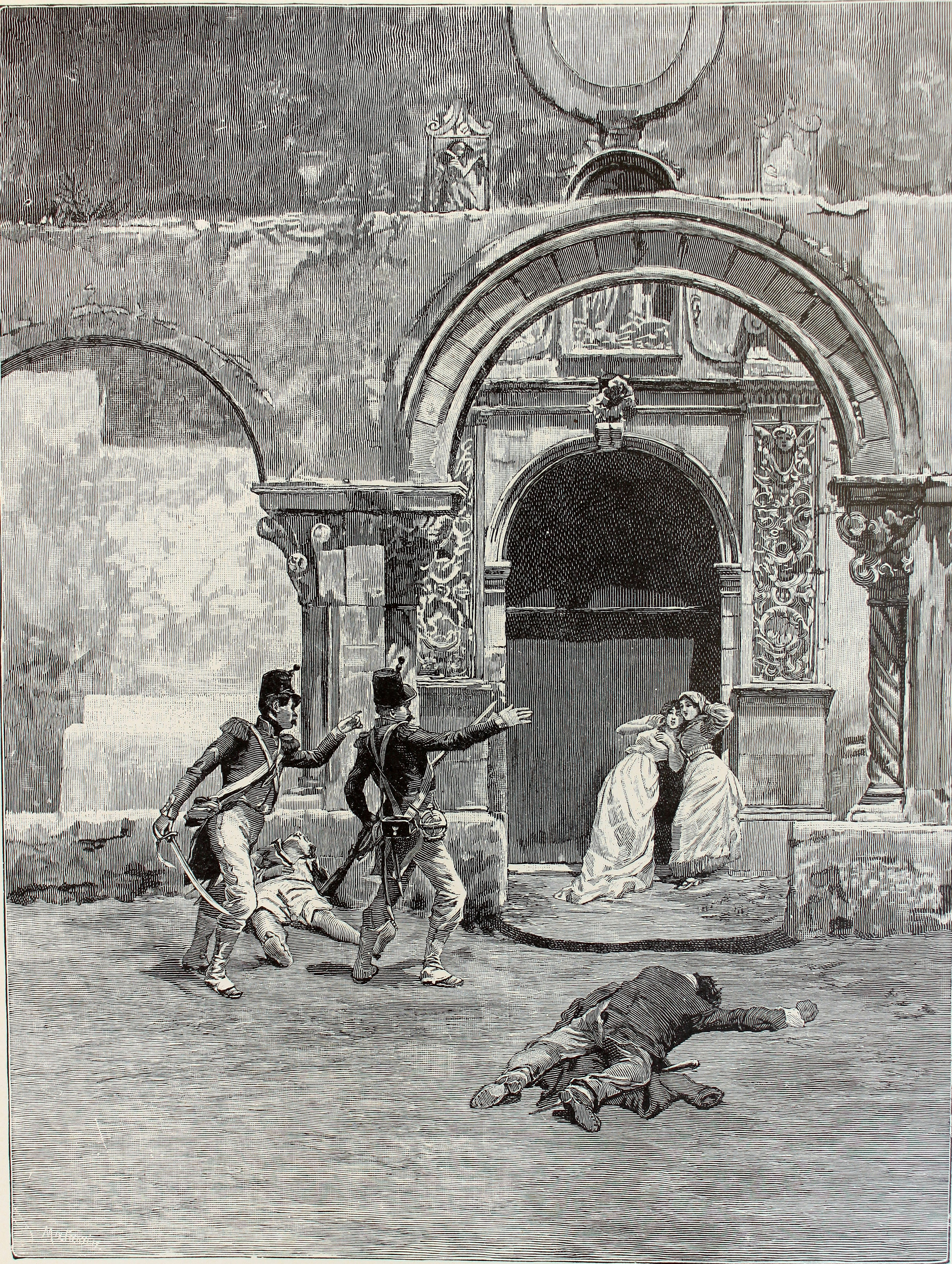
I soldati borbonici a Siracusa durante i giorni della rivolta del 1837

Siracusa, per prima tra le città siciliane, sperimentò l'odio misto alla paura; sentimenti che presto coinvolsero anche le vicine Catania e Messina. Il popolo ortigiano insorse e cercò i carnefici: gli avvelenatori del cibo e dell'acqua. La convinzione dei siracusani fu peggiorata dalla confessione fatta dal francese Joseph Schwentzer: costui era stato uno dei sospetti arrestato dal popolo, ma anziché negare la teoria del veleno, egli, forse per cercare di guadagnare tempo, la supportò, affermando che l'untore era un tedesco di nome Baynardy, mandato dall'Austria in complicità con il governo borbonico; mentre lui era invece un emissario di Francia e che aveva lo scopo di osservare i popoli di Italia e Sicilia. Le sue parole ottennero unicamente una maggiore propensione alla vendetta, né poterono salvargli la vita.
L'incitazione del popolo contro i borbonici, ancor prima delle dichiarazioni dello Schwentzer, partì dai rivoluzionari locali, che fin dal 1820 tentavano di far sollevare Siracusa, facendole imitare i moti anti-napoletani che erano già in atto nella Sicilia occidentale. Se i capi dell'insurrezione credessero realmente all'avvelenamento che dicevano di aver scoperto, rimane tuttora incerto; senza alcun dubbio, però, il veleno rappresentò per loro la svolta decisiva: il fuoco su cui soffiare per far divampare la rivoluzione in tutta la Sicilia. I siracusani commisero eccidi, istigarono i comuni vicini a fare altrettanto: Floridia, Sortino e Avola si macchiarono degli stessi crimini.
Catania, sulla scia degli accadimenti siracusani, insorse a sua volta e cercò di organizzare una più vasta rivolta, che coinvolgesse tutto il lato orientale dell'isola, ma Messina, pur avendo tentato, non la poté seguire, poiché a causa della sua omonima cittadella essa risultava strettamente sorvegliata dai regi, e Siracusa stessa era divisa al suo interno: i rivoluzionari spingevano per far dichiarare la città ribelle, ma il popolo era convinto che avendo portato alla luce del sole le trame occulte del governo napoletano, il re sarebbe stato grato alla città, visto che questa lo aveva salvato dai suoi traditori, e le avrebbe perdonato i disordini commessi. Quindi non ritenevano necessaria un'ulteriore rivolta. I catanesi rimasero soli.
I siracusani tuttavia, che si fecero trovare del tutto impreparati al momento della venuta dei regi, ben presto si resero conto che non vi sarebbe stato alcun perdono da parte del re. Se crudele fu la risposta dei siracusani alle istigazioni rivoluzionarie, altrettanto spietata fu la reazione dell'esercito borbonico contro di essi. Il compito dei regi era ristabilire l'ordine; riportare le città ribelli con la legge marziale sotto le insegne dei Borbone: a sedare i rivoltosi fu mandato da Ferdinando II, con poteri assoluti, il ministro della polizia del Regno delle Due Sicilie, il marchese Francesco Saverio Del Carretto (egli era già noto ai rivoluzionari per aver sedato altrettanto ferocemente i moti del Cilento nel 1828, durante i quali distrusse interi paesi).
Del Carretto, giungendo da Reggio Calabria, sedò in maniera oltremodo violenta la rivolta di Catania (la quale in quei frangenti maledisse Siracusa, dichiarandola bugiarda, colpevole di aver sedotto il popolo etneo con la storia del veleno e meritevole per questo del cruento castigo già patito dai catanesi), in seguito si diresse nel capoluogo aretuseo e con i suoi soliti metodi violenti spense la ribellione anche tra i siracusani. Tra Siracusa e Catania furono arrestate 750 persone di cui 123 furono condannate a morte.
Prima di andar via, Del Carretto dichiarò ufficialmente Siracusa decaduta dal suo titolo di capoluogo: l'accusò di scelleratezza e di ribellione. Disse che non era più tollerabile per il governo di Sua Maestà mantenere come guida della provincia una città che aveva istigato al massacro e resi insolenti anche le popolazioni ad essa vicine, quindi, il 4 agosto 1837, il suo titolo veniva dato a Noto - antica città che fin dai tempi della dominazione araba aveva dato il proprio nome al Vallo sud-orientale -, che era rimasta fino a quel momento estranea ai richiami dei siracusani..
Prima delle fomentazioni del '37 la Sicilia orientale era rimasta estranea alla volontà palermitana di staccarsi dall'antico Regno di Napoli, dopo questi moti fu anche per essa un continuo fomentare questa possibilità.

### La questione degli zolfi
Nel 1838 Ferdinando II dovette affrontare il suo primo serio conflitto diplomatico con una potenza europea che fino a quel momento gli si era dimostrata alleata, o quanto meno non ostile: la Gran Bretagna.
Tale questione era scoppiata a causa della concessione monopolistica che il sovrano napoletano aveva stipulato con la Francia (l'eterna rivale dell'Inghilterra) riguardo alla vendita del prezioso minerale che si trovava in abbondanza solo in Sicilia (esattamente solo nella Sicilia centrale), che fino ad allora era stato sfruttato, in maniera altrettanto monopolistica, esclusivamente dagli inglesi. Tre soli erano invece i centri siciliani dove i britannici gestivano il commercio dello zolfo: Siracusa, Messina, Palermo.

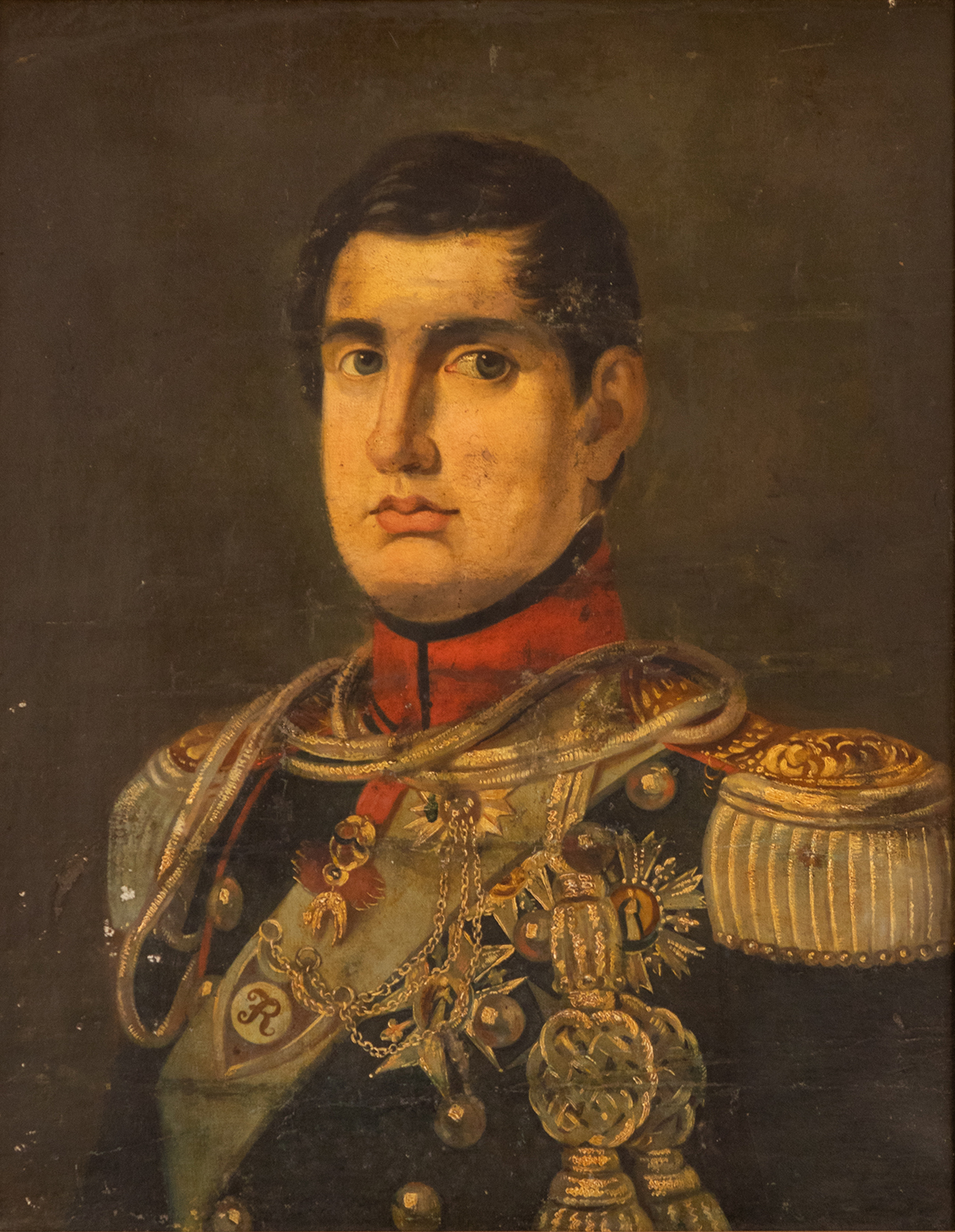
Ferdinando II delle Due Sicilie ritratto nell'anno 1840

Ferdinando, in previsione di una potenziale invasione, data la forte tensione del momento, spedì soldati nelle fortezze dell'isola, con il compito di resistere a un'eventuale aggressione inglese (nella parte continentale del suo regno si erano già verificati incidenti militari tra le navi mercantili napoletane e le navi da guerra di sua maestà britannica).
Dato che la questione non si placava, il re Ferdinando II di Borbone decise di vegliare di persona la Sicilia, giungendovi nel 1840 e allestendo il campo principale delle operazioni belliche vicino allo Stretto di Messina. In tale occasione egli si recò alla fortezza principale dell'isola, rappresentata come noto da Siracusa e, ancor più nello specifico, dalla sua parte insulare, Ortigia. Il Borbone volle visionarne munizioni, artiglieria e fanteria. Giudicò non abbastanza gli sforzi compiuti: contro l'Inghilterra bisognava mostrarsi più forti. Gli abitanti della fortezza, altamente scettici riguardo alle possibilità di successo di questa eventuale guerra (considerando che il Regno Unito della regina Vittoria non aveva rivali sui mari e solamente la Francia era a quel tempo in grado di tenere, con fatica, testa agli inglesi), non si fecero illusioni quando il re promise dei netti miglioramenti delle condizioni sociali, poiché presero quelle sue parole come dettate unicamente dal timore della situazione in corso.
Infine la guerra tra l'Impero britannico e il Regno delle Due Sicilie non scoppiò, grazie alla mediazione della Francia, la quale riuscì a far distendere gli animi delle rispettive parti in causa e consigliò a Ferdinando di annullare il contratto stipulato con la sua stessa gente, in modo da risolvere una volta per tutte la questione degli zolfi. Ferdinando acconsentì.
Da notare, tuttavia, che nei momenti di tensione, quando gli inglesi catturavano le navi napoletane e le tenevano in ostaggio a Malta, il ministro inglese Lord Palmerston diede ordine ai suoi uomini di non fomentare alcuna rivolta dei siciliani contro il governo borbonico, palesando che evidentemente vi era un alto rischio che ciò potesse accadere.

## Moti del 1848: la Sicilia si dichiara indipendente

### Prima fase della rivoluzione
Nonostante fosse stata oggetto delle visite e degli scritti, e dei tentativi, di diversi illustri nomi di personaggi italiani che protendevano per l'unificazione della penisola italiana (in Sicilia, tramite Malta, giungevano e si diffondevano i giornali del movimento repubblicano unitario della Giovine Italia, fondato da Giuseppe Mazzini), la Sicilia decise nel '48 di staccarsi da essi - all'epoca riteneva l'unificazione un obiettivo utopistico - e di ribellarsi alla monarchia borbonica con il solo scopo di auto-proclamarsi Regno indipendente.
Dal '38 al '48 i rivoluzionari siciliani avevano tenuto tra di essi numerose riunioni, nelle quali si era andata affermando sempre più l'ipotesi indipendentista (già nel '40 era stato stabilito l'ordine di sollevazione: Palermo si sarebbe ribellata per prima, poi sarebbe seguita Messina, poi Catania, allora Siracusa e infine Trapani, cercando di coinvolgere anche la parte continentale del Regno borbonico).
Si era inoltre alimentata l'avversione contro i Borbone e contro il governo napoletano: negli ultimi incontri si arrivò a dire che la Sicilia sarebbe stata meglio con i Turchi piuttosto che con l'attuale suo Stato (paragonando, provocatoriamente, il periodo nel quale la Sicilia subiva gli attacchi dell'Impero ottomano al periodo dell'insoddisfacente governo napoletano; preferendo il primo al secondo).
I siracusani, che con curiosità e ansia venivano spesso interrogati dagli altri siciliani sulla questione del veleno - su come fossero riusciti a scoprire la crudele macchinazione governativa (oramai divenuta argomento caro a ogni rivoluzionario dell'isola) - appoggiarono con convinzione quanto si era stabilito negli incontri e diedero la loro piena adesione a qualunque fosse stata l'«universale volontà della Sicilia».
I moti rivoluzionari del 1848, segnarono inoltre il ritorno degli inglesi sull'isola: la Gran Bretagna, preoccupata da un'eventuale ingerenza di altre potenze nella questione siciliana, per prima intervenne portando militari e mediatori nelle città di Sicilia che avevano già visto la sua permanenza durante il periodo napoleonico. Ad essa si affiancò quasi subito la Francia, cosicché i rivoluzionari di Sicilia, nelle loro lotte per l'indipendenza si illusero di poter soggiogare il potere napoletano e dei Borbone facendo quasi unicamente affidamento sulle forze estere, non considerando gli interessi contraddittori che ciascuna di queste due potenze aveva nei loro riguardi.

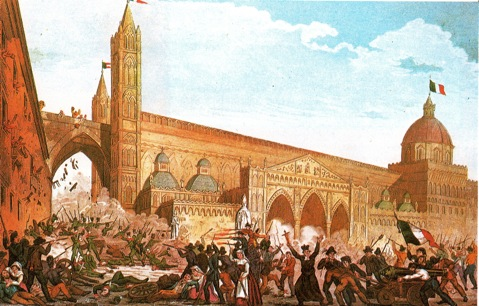
Palermo in rivolta nel 1848

La prima parte del piano aveva funzionato bene: i palermitani il 12 gennaio del 1848 erano insorti e con una rivolta popolare guidata da Rosolino Pilo e Giuseppe La Masa erano riusciti a cacciare via dalla capitale i regi napoletani (questo rappresentò anche il primo evento in ordine cronologico di quella che in Europa fu chiamata la Primavera dei popoli). Poi avvennero altre sollevazioni in maniera spontanea: il secondo dei 7 capoluoghi ad insorgere fu quello di Agrigento (all'epoca Girgenti), il 22 gennaio; seguì gli agrigentini, il 29 gennaio, Catania e lo stesso giorno insorse pure Caltanissetta. Il 30 gennaio fu la volta di Trapani, mentre il 4 febbraio anche Noto si era unita alla ribellione.
Al Comitato generale siciliano (sito in Palermo) il 29 gennaio stesso arrivarono le adesioni di oltre 100 comuni dell'isola, che si erano uniti con successo alla rivoluzione.

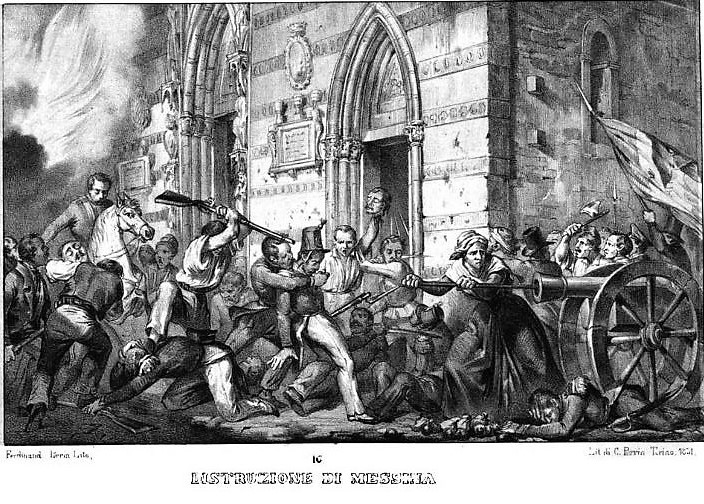
Messina 1848: scontri tra i regi borbonici e gli insorti

Tuttavia, situazione ben diversa era quella delle due più sorvegliate e attrezzate fortezze dell'isola: la Cittadella di Messina e Siracusa, le quali, avendo al loro interno un notevole sistema fortificato e numerosa truppa regia, non poterono essere sollevate con altrettanta velocità: Messina, però, essendo a differenza di Siracusa libera al suo interno (mentre i siracusani vivevano dentro una fortezza, i messinesi erano piuttosto minacciati da una fortezza che sorgeva loro vicino: l'omonima Cittadella militare), presero li controllo della loro città, dichiarandosi liberi e iniziando a bombardare l'adiacente fortezza.
Solo Siracusa rimaneva del tutto in mano dei regi: ogni giorno vi giungevano nuovi soldati napoletani, i quali, lasciando i centri da dove venivano messi in fuga, si ritiravano all'interno della fortezza aretusea, in attesa di ordini da Napoli. Il re, nel mentre, si trovava in grande difficoltà, perché anche il popolo napoletano gli si era rivoltato contro, domandando la soppressa costituzione del 1820. Egli la concesse e diede notizia di ciò in tutte le città di Sicilia. Ma l'isola, all'unanimità, la rifiutò: tale costituzione non prevedeva la separazione dei due Regni - che per i siciliani era ormai un punto fermo -, essi desideravano quella del 1812, quando all'isola era garantita una propria monarchia parlamentare.
Fu a tal punto che intervenne la Gran Bretagna: Lord Palmerston incaricò Lord Minto di mediare la pace con il governo di Napoli. Venne spedita a Malta la Mediterranean Fleet della Royal Navy, dislocata a Palmas bay (golfo di Palmas, Sardegna), e fu posta sotto il comando del vice-ammiraglio William Parker, I baronetto di Shenstone, il quale ebbe il compito di vegliare le acque siciliane e di farsi portavoce delle volontà del governo della sua nazione. Poco più tardi giunse la Francia, reduce della Rivoluzione di febbraio, con la quale si era appena proclamata Repubblica (preludio dell'ascesa al potere di Napoleone III e della nascita del Secondo Impero francese), affiancando gli inglesi, mandando nelle acque siciliane il suo vice-ammiraglio Charles Baudin, comandante in capo nel Mediterraneo delle forze navali della Seconda Repubblica francese, mentre la mediazione presso Ferdinando fu affidata al ministro plenipotenziario parigino Alphonse de Rayneval.
L'intervento influente degli inglesi, costrinse Ferdinando II a lasciare libera, se pur momentaneamente, anche Siracusa. Con la cessione ai rivoluzionari dell'ultima fortezza siciliana, Palermo poté dichiarare a nome dell'isola l'indipendenza: giorno 25 marzo la Sicilia si innalzò a Stato indipendente, nacque un nuovo Regno di Sicilia. Il palermitano Ruggero Settimo, già presidente del comitato insurrezionale, venne eletto dai siciliani "Padre della patria". La tregua con la corte di Napoli era ciononostante a tempo limitato: l'intervento estero aveva potuto imporre solamente un armistizio ai Borbone, scaduto il quale il sovrano si sarebbe sentito in diritto di riprendersi con l'uso della forza le terre siciliane e ristabilirle sotto il proprio dominio.

### La ricerca di un re per l'isola

L'assetto politico dell'Italia negli anni '40 del 1800

Al principio dell'estate tutte le città siciliane costituirono una guardia nazionale (esercito nazionale siciliano). Nel mentre, il governo siciliano dopo varie discussioni decise di offrire l'11 luglio la corona dell'isola a un principe italiano: la scelta, condizionata dal volere dell'Inghilterra, ricadde sul capo del duca di Genova Ferdinando di Savoia, figlio del re piemontese Carlo Alberto di Savoia. La Francia aveva invece proposto che i siciliani scegliessero come loro nuovo re il giovanissimo erede al trono del Granducato di Toscana, Carlo d'Asburgo-Lorena, ma poiché il principe toscano necessitava di un reggente e l'influenza dell'Inghilterra era più forte di quella francese sui siciliani, la proposta di eleggere un altro Asburgo sul trono di Sicilia cadde nel vuoto.
I siciliani spedirono una loro rappresentanza a Marmirolo, nel mantovano (dove si stavano svolgendo gli eventi della Prima guerra d'indipendenza italiana), con l'intento di incontrare il principe scelto. Fu chiaro fin dall'inizio che il loro desiderio non si sarebbe mai realizzato: il duca di Genova si mostrò del tutto disinteressato all'offerta dei siciliani; egli non aveva alcun interesse ad occupare quel trono, preso com'era dagli affari militari del Nord Italia. Il duca era anche stato di persona in Sicilia; vi era giunto nel 1845, accompagnandovi la famiglia imperiale russa dei Romanov, e nella città di Palermo egli s'innamorò della figlia dello zar, Olga di Russia, che non poté infine sposare per via della mancata conversione della principessa al cattolicesimo..
Restio era invece il padre del duca, Carlo Alberto, il quale auspicava un'unione delle due corone (tenendo comunque presente che i siciliani ambivano alla nascita di una propria dinastia, separata da chiunque), ma voleva delle solide certezze dall'Inghilterra: memore egli del passato estremamente turbolento che vi era stato tra le due realtà quando, a seguito del trattato di Utrecht, la Sicilia era stata strappata alla Spagna e unita alla Casa dei Savoia, concentrando sui piemontesi le ire degli spagnoli e una serie di alte tensioni con mezza Europa. Tensioni che rischiavano di riproporsi, dato che il re Ferdinando II di Borbone aveva già avvisato Carlo Alberto che se suo figlio avesse accettato il trono di Sicilia, Napoli avrebbe dichiarato guerra al Piemonte (la qual cosa avrebbe giocato contro l'unione che gli Stati italiani stavano tentando di porre in atto fra di loro).
L'Inghilterra rispose freddamente al Savoia, facendogli capire che essa avrebbe riconosciuto il duca quale re di Sicilia solo dopo l'avvenuta conquista, bellica, di quel trono e che gli inglesi non avrebbero combattuto in suo favore. Ancor più glaciale fu la Francia: essa, che aveva proposto l'Asburgo-Lorena e non il Savoia, avrebbe preferito che la Sicilia dichiarasse finalmente la Repubblica, affiancandola. A ciò si univa il completo disinteressamento del principe savoiardo, il quale non ambiva alla conquista di alcun trono. I siciliani ottennero un rifiuto da parte di Torino.

### La riconquista dei Borbone
Ferdinando II di Borbone non attese oltre: sul finire dell'estate del 1848 preparò la propria spedizione per riconquistare la Sicilia ribelle e al principio di settembre inviò i suoi uomini a Messina; agevolato dall'omonima fortezza che, al contrario di quanto avvenuto a Siracusa, non era stata disarmata ed era sempre rimasta pronta a far fuoco: solo l'armistizio l'aveva fino a quel momento trattenuta.
La prima a essere riconquistata dai napoletani fu Messina: 16.000 soldati l'assediarono e l'attaccarono. A guidare le truppe il generale Carlo Filangieri, principe di Satriano. Messina venne sommersa dalle bombe ed ebbe un virulento saccheggio: massacri e stupri fin dentro le chiese fecero fuggire in massa i messinesi. Molti di loro trovarono scampo salendo a bordo delle navi da guerra dei francesi e degli inglesi che, fermi in porto, da giorni assistevano silenziosamente agli eccidi: gli attacchi dei regi erano incominciati il 3 settembre e al 9 Messina era già da considerarsi espugnata.
Finalmente giorno 11 settembre l'ammiraglio francese Baudin, persuaso dall'eccessiva atrocità manifestatasi durante la conquista, decise di comune accordo con l'ammiraglio inglese Parker di imporre, in nome di Dio e dell'umanità, un secondo armistizio alle truppe di Ferdinando. L'iniziativa dei due ammiragli trovò subito l'approvazione delle rispettive nazioni: Francia e Inghilterra. Tuttavia, prima che al principe di Satriano, dopo vive proteste, giungesse da Napoli tramite messaggio telegrafico l'ordine di accettare la tregua delle armi, egli aveva - in quello stesso giorno - già spedito la sua flotta, fresca di conquista, a Siracusa. Questo secondo armistizio, che impedì ai regi di scagliarsi subito contro l'altra principale fortezza isolana, riuscì solamente a posticipare di qualche tempo la caduta del governo di Ruggero Settimo.
Quando l'offensiva riprese, nell'aprile dell'anno successivo, i siciliani risultavano ancora privi di armi e di un adeguato assetto militare (non vi era stata coordinazione tra le truppe disseminate nell'isola, anche molto distanti fisicamente tra loro). Ferdinando II spedì stavolta 24.000 soldati regi per la riconquista. Quindi il 6 aprile 1849 cadde Catania: la città etnea venne abbandonata al saccheggio e si ripeté esattamente quanto era in precedenza accaduto dopo l'espugnazione di Messina. La resa di Siracusa fu invece condizionata dalla presenza costante degli ammiragli di Francia e Gran Bretagna; costoro, offrirono alla fortezza la possibilità di usufruire della loro influente mediazione, evitando alla popolazione i tormenti già subiti da messinesi e catanesi, in cambio però chiedevano la resa incondizionata della città ai regi. Accettando tale proposta, i siracusani si arresero senza battersi il 9 aprile 1849.
Il resto della Sicilia, seguendo l'esempio della città aretusea, capitolò senza combattere: l'ultima capitolazione fu quella di Palermo, la quale accettò anch'essa, il 15 maggio 1849, la mediazione degli ufficiali mandati dagli ammiragli Parker e Baudin. Il Regno di Sicilia cessava nuovamente d'esistere.

### Il ruolo delle grandi potenze nella rivoluzione

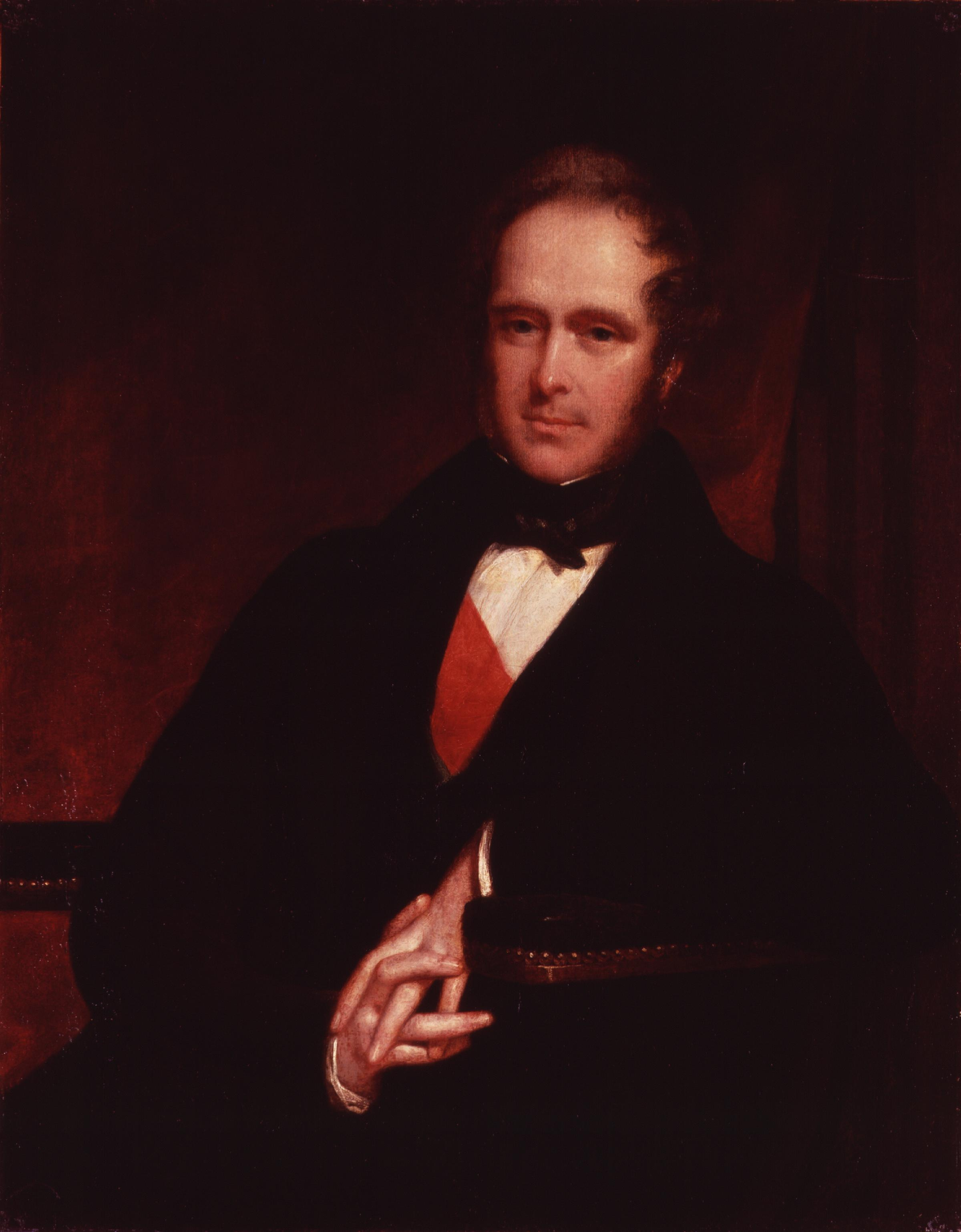
Henry John Temple, III visconte Palmerston venne fortemente criticato in Europa per il comportamento mantenuto dall'Inghilterra nei confronti della questione siciliana

La questione siciliana attirò a suo tempo l'attenzione di gran parte d'Europa, e alcune nazioni, nello specifico la Gran Bretagna e la Francia, vollero elevarsi a potenze mediatrici in tale vicenda, cercando una soluzione che potesse pacificare il governo borbonico con i siciliani.
Ciononostante, il pensiero che fin da subito circolò in Europa fu un altro: la Sicilia, separata dal resto d'Italia e posta da sola al centro del Mediterraneo, sarebbe stata una facile preda per diverse potenze. La rivoluzione dell'isola era quindi in grado di minare l'equilibrio europeo (tema fondamentale nell'epoca della politica dell'equilibrio e del Sistema del Congresso). La Francia si convinse che l'intromissione dell'Inghilterra nella rivoluzione siciliana avesse il solo scopo di sottrarre l'isola ai Borbone di Napoli e porla sotto il dominio inglese; a quel punto a nulla valsero i continui dinieghi dei siciliani, i quali assicuravano di non voler essere annessi in alcun modo alla Gran Bretagna.
Con la rivoluzione francese del 1848, l'obiettivo primario dell'Inghilterra divenne quello di evitare che la Sicilia dichiarasse anch'essa la repubblica. Con l'intervento della Francia nella questione siciliana, si venne a creare una forte contraddizione nelle mire della ribellione: vi era un partito minoritario repubblicano e uno maggioritario monarchico.
Quando Inghilterra e Francia cominciarono a litigare tra loro su chi o cosa dovesse governare la Sicilia, i siciliani, che contavano parecchio sugli aiuti militari delle due potenze, finirono per smarrirsi: in maniera alquanto emblematica, i ministri del Regno Unito arrivarono a dire al ministro della Guerra siciliano, che continuava a premere affinché l'isola venisse dotata di armi per i propri soldati, che la Sicilia, dopotutto, non aveva bisogno di possedere un proprio esercito.
Anche la Francia non mandò i necessari aiuti bellici ai siciliani. Difatti, le due grandi potenze si erano pian piano accordate tra loro per riunire la Sicilia alla corona di Napoli, evitando così una guerra d'interessi tra loro stesse: la Sicilia non sarebbe divenuta una terra né francese né tanto meno inglese.
Il picco di tensione europea che si era verificato quando la Sicilia aveva cercato un nuovo re indipendente, suggeriva alle due nazioni prudenza: sia la Spagna che la Russia avevano infatti avvertito che non avrebbero tollerato cambiamenti di alcuna sorta nell'attuale Regno delle Due Sicilie: gli spagnoli vantavano legami di parentela con i Borbone di Napoli, ed erano quindi pronti ad agire, mentre i russi, che erano legati a Ferdinando da una duratura alleanza e la cui famiglia imperiale aveva risieduto per quasi un anno sull'isola di Sicilia (lo zar Nicola I Romanov risiedette un mese a Palermo, mentre sua moglie, la zarina Aleksandra Fёdorovna, e sua figlia, Olga di Russia, vi risiedettero dall'ottobre 1845 alla primavera del 1846, per motivi di salute), avvertirono apertamente che se la Francia o l'Inghilterra avessero in qualsiasi modo violato la neutralità con la quale erano volute intervenire nella questione siciliana, la Russia non avrebbe avuto alcuna esitazione a entrare in conflitto contro queste due nazioni, anche militarmente.
Chi interveniva negli affari dell'isola poteva farlo dunque esclusivamente «a nome dell'umanità», senza alcun tornaconto personale; una situazione che finì per portare i siciliani nuovamente in seno al potere borbonico napoletano.

## I Mille e la fine del periodo borbonico

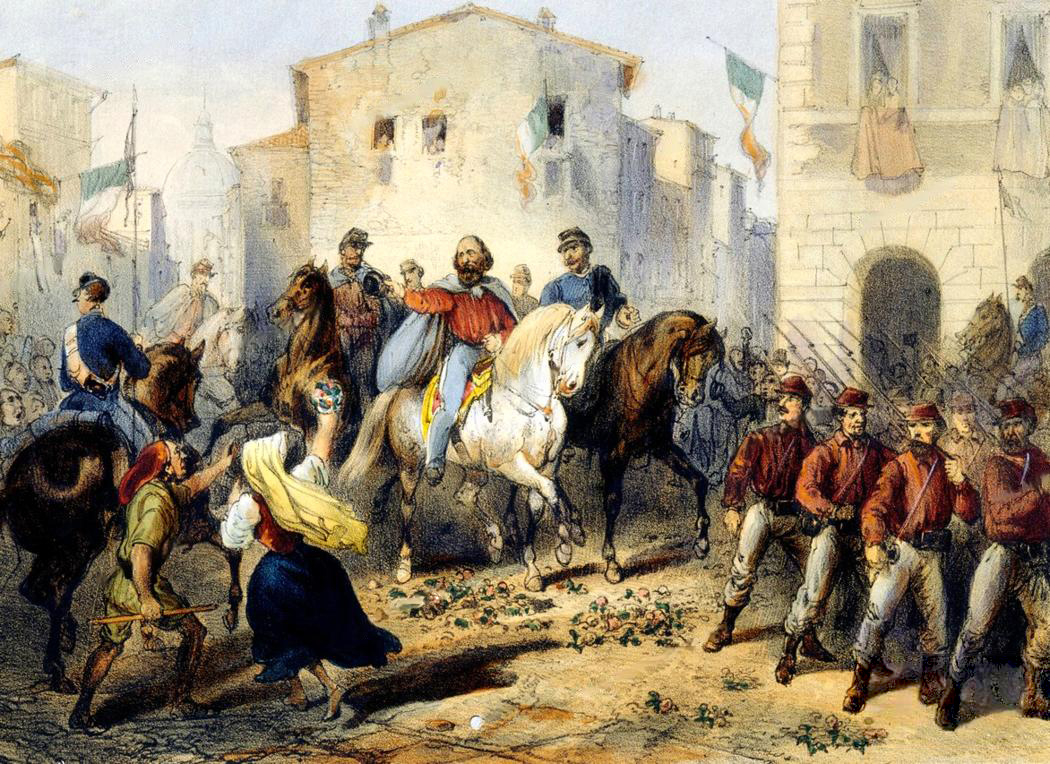
I garibaldini entrano a Messina

I baroni siciliani coveranno da allora un odio ancora verso i Borbone, rei di aver cancellato l'antico Regno di Sicilia, per farlo diventare una provincia del Regno di Napoli (anche se il nuovo Stato aveva assunto il nome di Regno delle Due Sicilie). Altre rivolte, sempre represse con l'esercito, avvennero nel 1853 e 1856, sotto la guida di Francesco Bentivegna e Salvatore Spinuzza, che furono giustiziati. Nell'aprile 1860 la ribellione riprese sotto la guida di Francesco Riso nella rivolta della Gancia.
Subito dopo i siciliani appoggiarono Garibaldi e la spedizione dei Mille, sbarcata l'11 maggio a Marsala, a cui si unirono nella marcia su Palermo i patrioti guidati da Rosolino Pilo. Tre giorni dopo lo sbarco Garibaldi formò, a Salemi, un governo dittatoriale. Il 30 maggio fu conquistata Palermo, e il 27 luglio i garibaldini entrarono a Messina, città dalla quale mossero per lo sbarco in continente.
Il 21 ottobre, con il Plebiscito delle province siciliane del 1860, la Sicilia fu annessa al costituendo Regno d'Italia.

## Situazione economica
Dal punto di vista economico in quegli anni i Borbone non associarono la Sicilia alle attività industriali che iniziarono in Campania e in Calabrie. Ferrovia e industria, infatti, nacquero solo nel napoletano (inteso come regione continentale del Regno e quindi nel territorio "al di qua del faro" che andava dagli Abruzzi alle Calabrie). In Sicilia, comunque, si sviluppò la produzione e il commercio dello zolfo, del sale, dei marmi, degli agrumi, del grano (la Sicilia, sin dal tempo degli antichi Romani, era il "granaio d'Europa"). L'emigrazione in Sicilia, come del resto anche nel meridione, era ancora un fenomeno pressoché assente.
Si svilupparono invece i commerci marittimi: le Flotte Riunite Florio furono una compagnia di navigazione nata a Palermo nel 1840 come Società dei battelli a vapore, ad opera dell'imprenditore Vincenzo Florio.
| Imbarcazioni registrate presso le Commissioni Marittime siciliane al 1859 Bastimenti suddivisi per Commissione Marittima |        |                  |
| Commissione marittima | Numero | Tonnellaggio (t) |
| Palermo | 256    | 20.492           |
| Messina | 279    | 14.036           |
| Catania | 254    | 11.551           |
| Noto | 136    | 2.512            |
| Girgenti | 313    | 2.765            |
| Caltanissetta | 69     | 1.129            |
| Trapani | 517    | 8.970            |
| TOTALE | 1.814  | 61.455           |

La società Sicula Transatlantica, dagli armatori palermitani Luigi e Salvatore De Pace, si dotò del "Sicilia", un piroscafo a vapore di costruzione scozzese, che dal 1854 collegò Palermo a New York in 26 giorni, divenendo la prima nave a vapore italiana a giungere nelle Americhe.

### Annotazioni
1. ↑  
«...la flotta inglese da me comandata non avrebbe potuto tornare in Egitto, se lady Hamilton, profittando dell'amicizia colla quale onorava la regina di Napoli, non avesse impegnato questa principessa a scrivere al governo di Siracusa, per autorizzarlo a fornire alla mia flotta tutto ciò che occorresse. Noi entrammo nel porto di Siracusa, vi ricevemmo ogni sorta di rinfreschi e di provvisioni; questi soccorsi ci posero in grado di passare in Egitto e distruggervi la flotta francese. Se io stesso avessi potuto riconoscere così importanti servigi, non invocherei oggi su questi la riconoscenza della mia nazione [...]»
(Testamento di Horatio Nelson redatto durante la battaglia di Trafalgar, 21 ottobre 1805. Cit. in L' Europa durante il consolato e l'impero di Napoleone storia di Capefigue, vol. 5, 1842, p. 450, n. 1.)
2. ↑  Si veda a tal proposito anche l'opera scritta da Antoine de Jomini (che fece parte dello Stato maggiore di Napoleone), storico militare che narra in prima persona, come se egli fosse Napoleone, gli eventi bellici di quel periodo (trad. ita di Giovanni La Cecilia): Vita politica e militare di Napoleone raccontata da lui medesimo al Tribunale di Cesare, Alessandro e Federigo. Tomo 1.[-4.]: 1.2, vol. 1, 1829, p. 320.
3. ↑  Titolo in lingua originale: Zapiski morskogo oficera v prodolženii kampanii na Sredizemnom more.[70]
4. ↑  Il precedente tentativo di pace tra Napoleone e gli inglesi si era svolto poco prima della pace di Tilsit, nel 1806: Napoleone aveva intavolato le trattative con il ministro inglese Charles James Fox; erano quasi riusciti a mettersi d'accordo, ma fu proprio la Sicilia, e l'isola di Malta, a fare saltare tutto: dapprima Napoleone aveva deciso di rinunciare alla loro conquista, tenendo solo L'Italia del nord e il Regno di Napoli per la sua famiglia; l'Inghilterra a queste condizioni sembrava in procinto di accettare, poiché rimaneva parte egemone nel centro del Mediterraneo, ma successivamente Napoleone, avendo stretto il patto con la Russia e sentendosi più forte con il nuovo alleato, disse agli inglesi che la Sicilia doveva essere evacuata e Malta andava restituita all'Ordine giovannita. L'Inghilterra, non fidandosi delle sue intenzioni, non evacuò nulla e la guerra continuò.[76]
5. ↑  Vedute più recenti della villa che appartenne a Gould Francis Leckie: veduta I, veduta II Archiviato il 30 settembre 2019 in Internet Archive..
6. ↑  Ecco cosa disse esattamente Cuthbert Collingwood a Hugh Elliot riguardo alla necessità di separare militarmente Siracusa dal controllo dei Borbone: 
«Non doversi lasciare alla Corte di Palermo mano libera d'avvisare a ciò che paresse necessario onde tutelare il rimanente dei suoi territori contro ulteriore depredazione. I Reali di Napoli potersi salvare da intera rovina solo col metterli nell'impossibilità d'agire da sé soli.»
(Cuthbert Collingwood.[92])
7. ↑  Da parte sua, Napoleone, dirà nel suo memoriale che dopo il primo figlio avuto dalla nipote della regina siciliana, era un suo diritto sperare di poterne avere un altro e consegnare a questo suo secondo figlio il trono di Sicilia e Napoli, per poi farlo unire al resto dell'Italia. Vd. Barry Edward O'Meara, Napoleone in esilio, 1844, p. 103.
8. ↑  Lucia era figlia di Vincenzo Migliaccio e Bonanno (duchi di Floridia, antichi nobili siracusani, imparentati anche con i sovrani di Spagna) e di Dorotea Borgia e Rau (marchesi del Casale, famiglie nobiliari impiantatesi anticamente nel siracusano; Dorotea era originaria della terra spagnola). Lucia nacque nel 1770 nel palazzo dei Borgia del Casale.

### Fonti
1. ↑  Giovanni Evangelista Di Blasi, Storia cronologica dei viceré, luogotenenti e presidenti del Regno di Sicilia, 1842, pp. 452-453.
2. ↑  Isidoro La Lumia, La Sicilia sotto Vittorio Amedeo di Savoia, 1877, p. 196.
3. ↑  Isidoro La Lumia, La Sicilia sotto Vittorio Amedeo di Savoia, 1877, p. 208.
4. ↑  Centro Studi Piemontesi, Studi piemontesi, vol. 28, ed. 2, 1999, p. 546.
5. ↑  Sui capitoli della resa vd. Gioacchino Di Marzo, Diari della città di Palermo dal secolo 16. al secolo 19. pubblicati sui manoscritti della Biblioteca comunale: 8, vol. 1-19, 1871, da p. 300.
6. ↑  Gioacchino Barbera, Da Antonello a Paladino, 1996, p. 29.
7. ↑  Isidoro La Lumia, La Sicilia sotto Vittorio Amedeo di Savoia, 1877, pp. 193.
8. ↑  Isidoro La Lumia, La Sicilia sotto Vittorio Amedeo di Savoia, 1877, pp. 196-197.
9. ↑  Enrico Iachello, I Borbone in Sicilia (1734-1860), 1998, p. 19; Luciano Guerci, L'Europa del settecento: permanenze e mutamenti, 1988, p. 472.
10. ↑  Gaetano Falzone, La Sicilia nella politica mediterranea delle grandi potenze: indipendenza o autonomia nei documenti inediti del Quai d'Orsay, vol. 5, 1974, p. 13.
11. ↑  Francesco Pitteri, La storia dell'anno 1735 [...], Amsterdam, vol. 1, da p. 18: vol. 2, da p. 1.
12. ↑  Gioacchino Di Marzo, Diari della città di Palermo dal secolo XVI al XIX, vol. 9, 1871, p. 228.
13. ↑  Charles III (King of Spain), Imma Ascione, Università di Napoli, Lettere ai sovrani di Spagna: 1735-1739, 2002, pp. 48, 54.
14. ↑  Società Siracusana di Storia Patria, Archivio storico siracusano, 1990, p. 83.
15. ↑  Istituto italiano per gli studi filosofici, Corrispondenze diplomatiche veneziane da Napoli, vol. 16, 1992, p. 280.
16. ↑  Società siciliana per la storia patria, Massimo Ganci, Eventi e personaggi di ieri e di oggi visti da un osservatorio siciliano, 2000, p. 201.
17. ↑  Carpinteri, 1983, p. 48.
18. ↑  Charles III (King of Spain), Imma Ascione, Università di Napoli, Lettere ai sovrani di Spagna: 1735-1739, 2002 p. 61.
19. ↑  Istituto italiano per gli studi filosofici, Corrispondenze diplomatiche veneziane da Napoli, vol. 16, 1992, p. 274.
20. ↑  Gioacchino di Marzo, Diari della città di Palermo dal secolo XVI al XIX, vol. 9, 1871, p. 263.
21. ↑  Gioacchino di Marzo, Diari della città di Palermo dal secolo XVI al XIX, vol. 9, 1871, p. 270.
22. ↑  Gioacchino di Marzo, Diari della città di Palermo dal secolo XVI al XIX, vol. 9, 1871, p. 272.
23. ↑  Charles III (King of Spain), Imma Ascione, Università di Napoli, Lettere ai sovrani di Spagna: 1735-1739, 2002 pp. 65-66.
24. ↑  Charles III (King of Spain), Imma Ascione, Università di Napoli, Lettere ai sovrani di Spagna: 1735-1739, 2002 p. 65, n. 63.
25. ↑  Charles III (King of Spain), Imma Ascione, Università di Napoli, Lettere ai sovrani di Spagna: 1735-1739, 2002, p. 57, n. 48.
26. ↑  Gomez Fuentenebro, Compendio de la historia de Espana (ES) , 1806, p. 315.
27. ↑  Francesco Becattini, Storia del regno di Carlo III di Borbone, 1790, pp. 96-100.
28. ↑  Archivio storico per la Sicilia orientale, vol. 9-10, 1912, p. 218.
29. ↑  Gioacchino di Marzo, Diari della città di Palermo dal secolo XVI al XIX, vol. 9, 1871, p. 278.
30. ↑  Charles III (King of Spain), Imma Ascione, Università di Napoli, Lettere ai sovrani di Spagna: 1735-1739, 2002, p. 71, n. 76.
31. ↑  Carpinteri, 1983, p. 11.
32. ↑  Domenico Valente, Storia dell'Italia centrale dopo lapace di Zurigo e della guerra di Sicilia e dei fatti posteriori, 1862, p. 59; Antonio Capograssi, Gl'Inglesi in Italia durante le campagne napoleoniche: Lord W. Bentinck, 1949, p. 34.
33. 1 2  Benito Li Vigni, Il viceré: Domenico Caracciolo, un riformatore nella Sicilia del Settecento, Napoli, Tullio Pironti, 1992.
34. ↑  N. Caeti, «La cacciata del viceré Fogliani», Arch. stor. siciliano, n.s., XXXIV (1909), pp. 325-356; XXXV (1910, on-line), pp. 81-112; XXXVI (1911), pp. 126-137
35. ↑  Benito Li Vigni, pp. 32-33.
36. ↑  Bonaparte. Cit. in C. L. F. Panckoucke, 1819, p. 113.
37. ↑  Charles-Louis-Fleury Panckoucke, Correspondance Inedite Officielle Confidentielle De Napoleon Bonaparte (FR) , 1819, p. 113.
38. ↑  Pietro Colletta, Gino Capponi, storia del reame di Napoli dal 1754 sino al 1825, vol. 1, 1846, pp. 206-208.
39. ↑  Pietro Colletta, Gino Capponi, storia del reame di Napoli dal 1754 sino al 1825, vol. 1, 1846, p. 206; Virgilio Ilari, Ciro Paoletti, Storia militare dell'Italia giacobina: dall'armistizio di Cherasco alla pace di Amiens (1796-1802), 2001, p. 726.
40. ↑  Privitera, 1879, p. 286.
41. ↑  Corrado Augias, I segreti di Londra, 2010, cap. II England expects...; Archivio storico per la Sicilia orientale, vol. 56-59, 1960, p. 192.
42. ↑  Cfr. Guido Borsari, I grandi ammiragli: da Caio Duilio a Horatio Nelson, 1975, p. 234.
43. ↑  Storia di Napoleone compilata sulle di lui proprie memorie da Leonardo Gallois, 1828, p. 128; Galileo Savastano, La fine del principato di Malta, 1940, p. 101.
44. ↑  Giuliano Da Frè, I grandi condottieri del mare, 2016, cap. Scandali, feretri e gloria: Horatio Nelson e l'apogeo della Royal Navy.
45. ↑  Hans-Dieter Otto, Gli errori militari che hanno cambiato la storia, 2014; Guido Borsari, I grandi ammiragli: da Caio Duilio a Horatio Nelson, 1975, p. 234;
46. ↑  Angelo Solmi, Lady Hamilton, 1982, p. 131.
47. ↑  Virgilio Ilari, Ciro Paoletti, Storia militare dell'Italia giacobina: dall'armistizio di Cherasco alla pace di Amiens (1796-1802), 2001, p. 761.
48. ↑  Cfr. Harold Acton, I Borboni di Napoli (1734-1825), 1997, p. 335; Angelo Solmi, Lady Hamilton, 1982, p. 131; Archivio storico di Malta, 1938, p. 78.
49. ↑  Saverio Cilibrizzi, Il pensiero, l'azione e il martirio della città di Napoli nel Risorgimento italiano e nelle due guerre mondiali, Volume 1, 1961, p. 179.
50. ↑  Clodomiro Perrone, Storia della Repubblica partenopea del 1799 e vite de' suoi uomini celebri, 1860, pp. 41-42.
51. ↑  Tina Whitaker, Biagio Pace (barone), Vera Certo, Sicilia e Inghilterra: ricordi politici; la vita degli esuli italiani in Inghilterra, 1848-1870; con una premessa di Biagio Pace, 1948, p. 30.
52. ↑  Desmond Gregory, Sicily: The Insecure Base: a History of the British Occupation of Sicily, 1806-1815 (EN) , 1998, p. 30.
53. ↑  William Henry Flayhart III, Counterpoint to Trafalgar: The Anglo-Russian Invasion of Naples (EN) , 1805–1806. (1992). Pp. xi, 198. Columbia: University of South Carolina Press.
54. ↑  Cit. napoleonica in Vladimiro Valerio, Società, uomini e istituzioni cartografiche nel Mezzogiorno d'Italia, 1993, p. 205.
55. ↑  Antonio Teramo, Aspetti militari della presenza britannica in Sicilia nel decennio inglese (1806-1815), impegno bellico tra propaganda, relazioni diplomatiche, politiche e culturali in Atti del convegno di Montalbano-Elicona (2015), 2016, pp. 681-580.
56. ↑  W.M. Jackson, Redactado por distinguidos profesores y publicistas de España y América (ES) , p. 536; Società Siracusana di Storia Patria, Archivio storico siracusano, 1995, p. 39.
57. ↑  Memoriale di Sant'Elena del conte di Las-Cases, vol. 2, 1847, p. 258: (Emmanuel de Las Cases), trad. ita Luigi Mascilli Migliorini (a cura di), ed. 2013.
58. 1 2 3 4  Società italiana di storia militare, Antonio Teramo, Lo sbarco in Sicilia nei progetti di Napoleone (1806-1808), 2014, pp. 403-426.
59. ↑  Lodovico Bianchini, Della storia economico-civile di Sicilia, 1841, p. 31.
60. ↑  Cit. in Mémoires et correspandance politique et militaire du roi Joseph: publiés, annotés et mis en ordre (FR) , vol. 4, 1834, p. 147.
61. ↑  Mémoires et correspandance politique et militaire du roi Joseph: publiés, annotés et mis en ordre (FR) , vol. 4, 1834, p. 195.
62. 1 2 3  Napoleone Bonaparte a Giuseppe Bonaparte, re di Napoli. Saint-Cloud, 19 maggio 1806. The war in the mediterranean 1803-1810, 1957, p. 126; Ernst Heymann, Napoleon und die grossen Mächte im Frühjahr 1806 (DE) , vol. 1, 1910, p. 64.
63. ↑  Mario Francini, Battaglie sul mare, 1963, p. 71.
64. ↑  Knight of the sword: the life and letters of Admiral Sir William Sidney Smith, G.C.B. (EN)  (a cura di), 1964, p. 118.
65. ↑  Memorie della R. Accademia di scienze, lettere ed arti degli Zelanti Acireale: Memorie della classe di lettere, 1910, p. 7.
66. 1 2  Cuthbert Collingwood Baron Collingwood, George Lewis Newnham Collingwood, A Selection from the Public and Private Correspondence of Vice-Admiral Lord Collingwood: Interspersed with Memoirs of His Life (EN) , vol. 1, 1828, pp. 331, 336-337.
67. ↑  Cuthbert Collingwood Baron Collingwood, George Lewis Newnham Collingwood, A Selection from the Public and Private Correspondence of Vice-Admiral Lord Collingwood: Interspersed with Memoirs of His Life (EN) , vol. 1, 1828, pp. 96-98.
68. 1 2  Stato maggiore dell'Esercito italiano, Ufficio storico, Ciro Paoletti, Virgilio Ilari, Storia militare del Regno italico (1802-1814): Il dominio dell'Adriatico, 2004, p. 39.
69. ↑  Cuthbert Collingwood Baron Collingwood, George Lewis Newnham Collingwood, A Selection from the Public and Private Correspondence of Vice-Admiral Lord Collingwood: Interspersed with Memoirs of His Life (EN)  , vol. 1, 1828, pp. 106-107.
70. ↑  Avraam Sergi︠e︡evich Norov, Salvo Di Matteo, Viaggio in Sicilia nel 1822, 2003, p. 80; Claudia Olivieri, Europa Orientalis 32 (2013) - Avventure di un'avventuriera - Le note di un viaggio (in Siicilia) di Marija Puare, p. 219, n. 18.
71. ↑  Avraam Sergi︠e︡evich Norov, Salvo Di Matteo, Viaggio in Sicilia nel 1822, 2003, p. 80.
72. 1 2  Cuthbert Collingwood Collingwood (1st baron), George Lewes Newnham Collingwood, A Selection from the Public and Private Correspondence of Vice-admiral Lord Collingwood, vol. 2, 1837, pp. 84-85, 99-100.
73. 1 2  Istituto Italiano per la Storia dei Movimenti Sociali e delle Strutture Sociali, Quaderni Internazionali di Storia Economica e Sociale, vol. 10-11, 1979, p. 226.
74. ↑  Barry Edward O'Meara, Napoleone in esilio, Torino 1844, p. 106; Adolphe Thiers, Storia del Consolato e dell'Impero, vol. 5, 1855, p. 394.
75. 1 2  Jean-Baptiste Capefigue, L'Europa durante il consolato e l'impero di Napoleone, versione italiana con note, 1852, pp. 42-44.
76. ↑  Cfr. Andrew Roberts, Napoleone, p. 2015; Guido Gerosa, Napoleone, 2015; Sergio Valzania, I dieci errori di Napoleone, 2012.
77. ↑  Parole pronunciate da Napoleone il 17 aprile 1812. Andrew Roberts, Napoleone il grande, 2015.
78. ↑  Giuseppe Bianco, La Sicilia durante V occupazione inglese (1806-. 1815), 1902, p. 42; Società siracusana di storia patria: il diario del cav. Landolina, p. 259; Joseph Alexander von Helfert, Maria Carolina e i suoi tempi in Archivio storico italiano, 1878, p. 110.
79. ↑  Annali d'Italia dal 1750: Dal 1810 al 1819, vol. 4, p. 32; Luigi Maria Greco, Annali di Citeriore Calabria dal 1806 al 1811, vol. 1, 1872, p. 522.
80. 1 2 3  Andrea Romano, Il modello costituzionale inglese e la sua recezione nell'area mediterranea tra la fine del 700 e la prima metà dell'800: atti del Seminario Internazionale di Studi in Memoria di Francisco Tomás y Valiente (Messina, 14-16 novembre 1996), 1998, p. 877.
81. ↑  Gould Francis Leckie, An Historical Survey of the Foreign Affairs of Great Britain: For the Years 1808, 1809, 1810: with a View to Explain the Causes of the Disasters of the Late and Present Wars (EN) , Londra 1810.
82. ↑  Hartmut Mayer, Aspekte seines Werks, 2001, p. 137; Archivio storico siracusano, pp. 62-71.
83. 1 2  Istituto per la storia del Risorgimento italiano, Comitato di Napoli, Storia del turismo: Annale 10 (a cura di Annunziata Berrino), pp. 36-38.
84. ↑  (EN) Desmond Gregory, Sicily: The Insecure Base: a History of the British Occupation of Sicily, 1806-1815, 1988, p. 37.
85. ↑  (EN) Leonard F. Guttridge, Our Country, Right or Wrong: The Life of Stephen Decatur, the U.S. Navy's Most Illustrious Commander, 2007, cao. 6.
86. 1 2 3 4 5  (EN)  Diletta D'Andrea, Great Britain and the Mediterranean islands in the Napoleonic wars - The 'insular strategy' of Gould Francis Leckie in Journal of Mediterranean Studies , 2006, Vol. 16, No. 1/2, pp. 79–90.
87. ↑  (EN)  Duncan Wu, Wordsworth's Reading 1800-1815, vol. 2, 1995, p. 132; (EN)  Alison Yarrington, Stefano Villani, Julia Kelly, Travels and Translations: Anglo-Italian Cultural Transactions, 2013, p. 102.
88. ↑  Antonino Teramo, Aspetti militari della presenza britannica in Sicilia nel decennio inglese (1806-1815), impegno bellico tra propaganda, relazioni diplomatiche, politiche e culturali in Atti del Convegno di Montalbano Elicona (9-10-11 ottobre 2015), p. 588.
89. 1 2  Enzo Sciacca, Riflessi del costituzionalismo europeo in Sicilia (1812-1815), 1966, p. 37: Enza Pelleriti, 1812-1848: la Sicilia fra due costituzioni, 2000, p. X.
90. ↑  John Rosselli, Lord William Bentinck e l'occupazione britannica in Sicilia: 1811-1814, 2002, p. 67.
91. ↑  Oxford University, John Arnold, Matthew Hilton, Jan Rüger (a cura di), History After Hobsbawm: Writing the Past for the Twenty-first Century, 2018, pp. 40-43.
92. ↑  Joseph Alexander von Helfert, Maria Carolina e i suoi tempi in Archivio storico italiano, 1878, p. 109.
93. 1 2  Annali dell'Italia dal 1750: Dal 1810 al 1819, vol. 4, 1827, pp. 32-33.
94. ↑  Giorgio Candeloro, Storia dell'Italia moderna, vol. 1, 1966, p. 349; Alfieri e Lacroix, Napoleone rivista storica, vol. 2, p. 23.
95. ↑  Indro Montanelli, Mario Cervi, L'italia del millennio, 2013.
96. ↑  Salvatore Scuderi, Giuseppe Scuderi, Santa Margherita di Belìce nella storia siciliana: genesi del Gattopardo, 2003, p. 205.
97. ↑  Ferdinand I (King of the Two Sicilies), Lettere di Ferdinando IV alla Duchessa di Floridia, 1820-1824, 1914, p. 86; (ES)  José García Mercadal, María Luisa de Austria, 1976, p. 124: (ES)  Genealogía, 1948, p. 58.
98. 1 2 3  Archivio storico siracusano, vol. 5-7, p. 142.
99. ↑  Joseph Alexander von Helfert, Maria Carolina e i suoi tempi in Archivio storico italiano, 1878, pp. 90-139: vd. anche p. 346.
100. ↑  Mirella Mafrici, All'ombra della corte: donne e potere nella Napoli borbonica (1734-1860), 2010, p. 73; Cinzia Giorgio, Amori reali, cap. Maria Carolina e Ferdinando I delle Due Sicilie.
101. 1 2  Fiorentino Bevilacqua, Ferando Riccardi, Lucia Migliaccio del Grifo: la sposa del re, 10 giugno 2017 (articolo a cura di); Santi Correnti, Donne di Sicilia: la storia dell'isola del sole scritta al femminile, 2001, pp. 33-36, 41.
102. ↑  Carlo Cottone in Nuova antologia, vol. 17, 1871, p. 563.
103. ↑  Cit. Pasley in Diletta D'Andrea, Nel decennio inglese 1806-1815. La Sicilia nella politica britannica dai «Talenti» a Bentinck, 2008, cap. 2.3 “The attempt is worth trying”.
104. ↑  Enzo Sciacca, Riflessi del costituzionalismo europeo in Sicilia (1812-1815), 1966, p. 132; Pietro Castiglione, Ottocento Siciliano: Moti, Costituzione, Riforme Nella Sicilia Preunitaria, 1999, p. 163.
105. 1 2  Costanzo Rinaudo, Rivista Storica Italiana, 1965, p. 732.
106. ↑  Vincenzo Broglio, Storia dei Vespri Siciliani, 1858, pp. 611-612: Rassegna storica del Risorgimento, vol. 51, 1964, p. 574; Ferruccio Ferrara, Francesco I e Ferdinando II, 1967, p. 83.
107. 1 2  Antonio Capograssi, Gl'Inglesi in Italia durante le campagne napoleoniche: Lord W. Bentinck, 1949, pp. 162, 171-173.
108. ↑  Harold Nicolson, Il Congresso di Vienna, 2015, cap. XII.
109. 1 2  Costanzo Rinaudo, Rivista Storica Italiana, vol. 70, 1958, p. 155.
110. ↑  H.M. Antia, Numerical Methods for Scientists and Engineers (ES) , 2002, p. 30.
111. ↑  Janet Macdonald, Sir John Moore: The Making of a Controversial Hero (EN) , cap. 10.
112. 1 2  Diletta D'Andrea, Nel decennio inglese 1806-1815. La Sicilia nella politica britannica dai «Talenti» a Bentinck, 2008, cap. 1.2 “Sir John Moore in Sicilia”, cap. 6 “The evil lies deep in the Constitution”.
113. ↑  Antonio Capograssi, Gl'Inglesi in Italia durante le campagne napoleoniche: Lord W. Bentinck, 1949, p. 63; Ottavio Barié, L'Inghilterra e il problema italiano nel 1846-1848: dalle riforme alle costituzioni, 1960, p. 6.
114. ↑  Andrea Romano, Il modello costituzionale inglese e la sua recezione nell'area mediterranea tra la fine del 700 e la prima metà dell'800: atti del Seminario Internazionale di Studi in Memoria di Francisco Tomás y Valiente (Messina, 14-16 novembre 1996), 1998, p. 60.
115. 1 2  Istituto Italiano per la Storia dei Movimenti Sociali e delle Strutture Sociali, Quaderni Internazionali di Storia Economica e Sociale, vol. 10-11, 1979, p. 289.
116. ↑  Paolo Balsamo, Memorie segrete sulla istoria moderna del Regno di Sicilia, 1969, p. 185
117. ↑  Guido Gerosa, Napoleone, 2015; Andrew Roberts, Napoleone il grande, 2015.
118. ↑  Jean-Baptiste Capefigue, L'Europa durante il consolato e l'impero di Napoleone, vol. 5, parte 2, 1853, p. 40.
119. ↑  Robert Stewart, II marchese di Londonderry (Lord Castlereagh), 15 maggio 1814. Cit. in Anni 1814 - 1820, vol. 1, 1865, 341.
120. 1 2  Robert Stewart, II marchese di Londonderry (Lord Castlereagh), 6 settembre 1814. Cit. in Anni 1814 - 1820, vol. 1, 1865, 212.
121. ↑  Lord William Bentinck. Cit. in Anni 1814 - 1820, vol. 1, 1865, p. 215.
122. ↑  Anni 1814 - 1820, vol. 1, 1865, pp. 67, 90.
123. ↑  Léonard Gallois, Istoria di Gioacchino Murat, o Il reame di Napoli dal 1800 al 1815, 1849, p. 141.
124. ↑  Giuseppe Galluppi, Nobiliario della città di Messina, 1878, p. 102.
125. ↑  Giuseppe Terrinoni, Memorie storiche della resa di Malta ai Francesi nel 1798. e del S. M. ordine Gerosolimitano dal detto anno ai nostri giorni, 1867.
126. ↑  Niccolò Maggiore, Compendio della storia di Sicilia, 1840, pp. 319-320.
127. ↑  Giuseppe Ricciardi, Opere scelte , vol. 2, 1867, p. 202.
128. ↑  Giuseppe Alliata nell'Enciclopedia Treccani
129. ↑  F. Brancato, «Gaetano Abela» in Dizionario Biografico degli Italiani, vol. 1, 1960, pp. 234-235.
130. 1 2  Alfonso Sansone, La rivoluzione del 1820 in Sicilia , 1888, p. 94; Santi Correnti, Storia della Sicilia: re e imperatori, grandi condottieri e nobili famiglie..., 1999, p. 511.
131. ↑  Privitera, 1879, p. 318.
132. ↑  Privitera, 1879, p. 317.
133. ↑  Antonio Maria Orecchia, La difficile unità, 2012, pagina 45.
134. ↑  Archivio di Stato di Palermo, Direzione Generale di Polizia, vol. 1. Cit numerosi carteggi dall'archivio in Roberta Parisi, anno accademico 2015-16, Università di Messina, I “Buoni cugini” in Sicilia nelle Carte della Direzione generale di Polizia degli Archivi di Stato di Napoli e Palermo (1820-27), pp. 364-375.
135. ↑  Privitera, 1879, p. 337.
136. ↑  Emilio Bufardeci, Le funeste conseguenze di un pregiudizio popolare: memorie storiche, 1868, pp. 251-253.
137. ↑  Privitera, 1879, p. 345.
138. ↑  Privitera, 1879, pp. 353-354; Chindemi, 1869, p. 100, 111.
139. ↑  Emilio Bufardeci, Le funeste conseguenze di un pregiudizio popolare: memorie storiche, 1868, p. 256.
140. ↑  Emilio Bufardeci, 1868, p. 248.
141. 1 2 3  Chindemi, 1869, pp. 114-120.
142. ↑  Rosamaria Alibrandi, In salute e in malattia. Le leggi sanitarie borboniche fra Settecento e Ottocento, 2012, PP. 131-132 ISBN 9788856874501.
143. ↑  Privitera, 1879, p. 190.
144. ↑  Antonio Coppi, Annali d'Italia dal 1750. Roma: Salviucci, 1851, Tomo VIII (dal 1830 al 1845) p. 357
145. ↑  Salvatore Adorno, Siracusa: identità e storia: 1861-1915, 1998, p. 15.
146. ↑  Foglio di Verona, 1840, p. 237.
147. ↑  Privitera, 1879, p. 381.
148. ↑  Chindemi, 1869, pp. 193-194.
149. ↑  Chindemi, 1869, pp. 195-196.
150. ↑  I Moti del 1837 a Siracusa e la Sicilia degli anni trenta, 1987, p. 174.
151. ↑  Chindemi, 1869, p. 194.
152. ↑  Chindemi, 1869, p. 43.
153. ↑  Chindemi, 1869, pp. 43-44.
154. 1 2  Chindemi, 1869, p. 200.
155. ↑  Chindemi, 1869, pp. 199-200.
156. ↑  Chindemi, 1869, p. 217.
157. 1 2  Chindemi, 1869, pp. 219-220.
158. ↑  Privitera, 1879, pp. 387-388.
159. ↑  Gran Bretagna, 1849, pp. 14, 16.
160. ↑   SAVOIA GENOVA, Ferdinando di, I duca di Genova, in Dizionario biografico degli italiani, Roma, Istituto dell'Enciclopedia Italiana.
161. 1 2  Samuele Ghiron, Ferdinando di Savoja, duca di Genova, 1877, pp. 100-104, 153.
162. 1 2  Storia della siciliana rivoluzione del 1848-49: 1, vol. 1-2, Bologna 186, p. 367; Vito Ragona, Gabriello Carnazza, La politica inglese e francese in Sicilia negli anni 1848-1849, Parigi 1853.
163. ↑  Gran Bretagna, 1849, p. 518; Privitera, 1879, pp. 404-405.
164. ↑  www.comune.catania.it
165. ↑  Privitera, 1879, p. 419; Chindemi, 1869, p. 264; Emmanuele de Benedictis, 1861, p. 107.
166. ↑  Gioacchino Ventura, Per lo riconoscimento della Sicilia come stato sovrano ed indipendente: memoria, 1848, p. 69.
167. ↑  Alessandro D'Ancona, Carteggio di Michele Amari raccolto e postillato coll'elogio di lui, letto nell'Accademia della Crusca, vol. 1, Torino, 1896, p. 534.
168. ↑  Memorie per la storia de' nostri tempi dal Congresso di Parigi nel 1856 ai primi giorni del 1863, vol. 1-2, p. 160.
169. ↑  Gaetano Falzone, La Sicilia nella politica mediterranea delle grandi potenze: indipendenza o autonomia nei documenti inediti del Quai d'Orsay, vol. 5, 1974, p. 33.
170. 1 2  Storia degl'avvenimenti di guerra nella Sicilia del 12 gennaio 1848 a tutto il giorno della pura e semplice sottomissione dell'intera isola, 1849, p. 4.
171. ↑  Nicomede Bianchi, Storia documentata della diplomazia europea in Italia dall'anno 1814 all'anno 1861: 1848-1850.-v. 7. 1851-1858, 1869.
172. ↑   MILLE, Spedizione dei - Enciclopedia, su Treccani. URL consultato il 14 novembre 2024.
173. ↑  Massimo Viglione, Francesco Mario Agnoli, La rivoluzione italiana: storia critica del Risorgimento, Roma, 2001, p. 98
174. ↑  il piroscafo Sicilia